# Краматорск
Крамато́рск (укр. Крамато́рськ) — город в Донецкой области Украины, административный центр Краматорского района и Краматорской городской общины. С 11 октября 2014 года фактически выполняет функции административного центра области. До 2020 года был городом областного значения. Центр Краматорской агломерации. Важный центр тяжёлого машиностроения Украины. Расположен на реке Казённый Торец (приток Северского Донца). Население около 40 тысяч человек на начало 2025 года.

## Этимология названия
Название города происходит от названия станции Краматорская. В. А. Никонов предполагал, что этот топоним возник от названия Краматорский завод, которое, в свою очередь, возводил к французскому слову crématoire «большая печь». По мнению Е. С. Отина, эта версия является несостоятельной, до появления завода уже существовал населённый пункт Краматоровка. По его версии, название города исходит от несохранившегося топонимического словосочетания крома Торова или крома Торская «граница по реке Тор». Слово крома означает «край, рубеж, граница», а Тор — это старое название реки Казённый Торец.
В «Спутнике по Курско-Харьково-Севастопольской железной дороге» 1902 года указывается, что Краматоровка — ошибочное название Красноторки, названной, в свою очередь, по реке Красный Торец.

## География

### Рельеф
Краматорск и принадлежащие ему посёлки расположены в долинах Казённого Торца и его притоков (Беленькая, Маячка, ручей Беленькая, Бычок), окружённых холмами. Холмы изрезаны оврагами и балками. Наименьшая высота над уровнем моря — 60 м — урез воды Торца в Ясногорке. На берегах Казённого Торца и его притока Белянки в двух местах образованы крутые склоны — «меловые горы». Границы города лежат на наибольших высотах (в метрах): 199,1 в посёлке Василевская Пустошь; 177,3 на аэродроме; 169,5 Меловая гора; 167,6 Карачун-гора; 158,4 в посёлке Октябрьском.
Человеческая деятельность произвела новые формы рельефа, наиболее значительные из которых — это карьер в Меловой горе и шлаковые отвалы при КМЗ и НКМЗ.

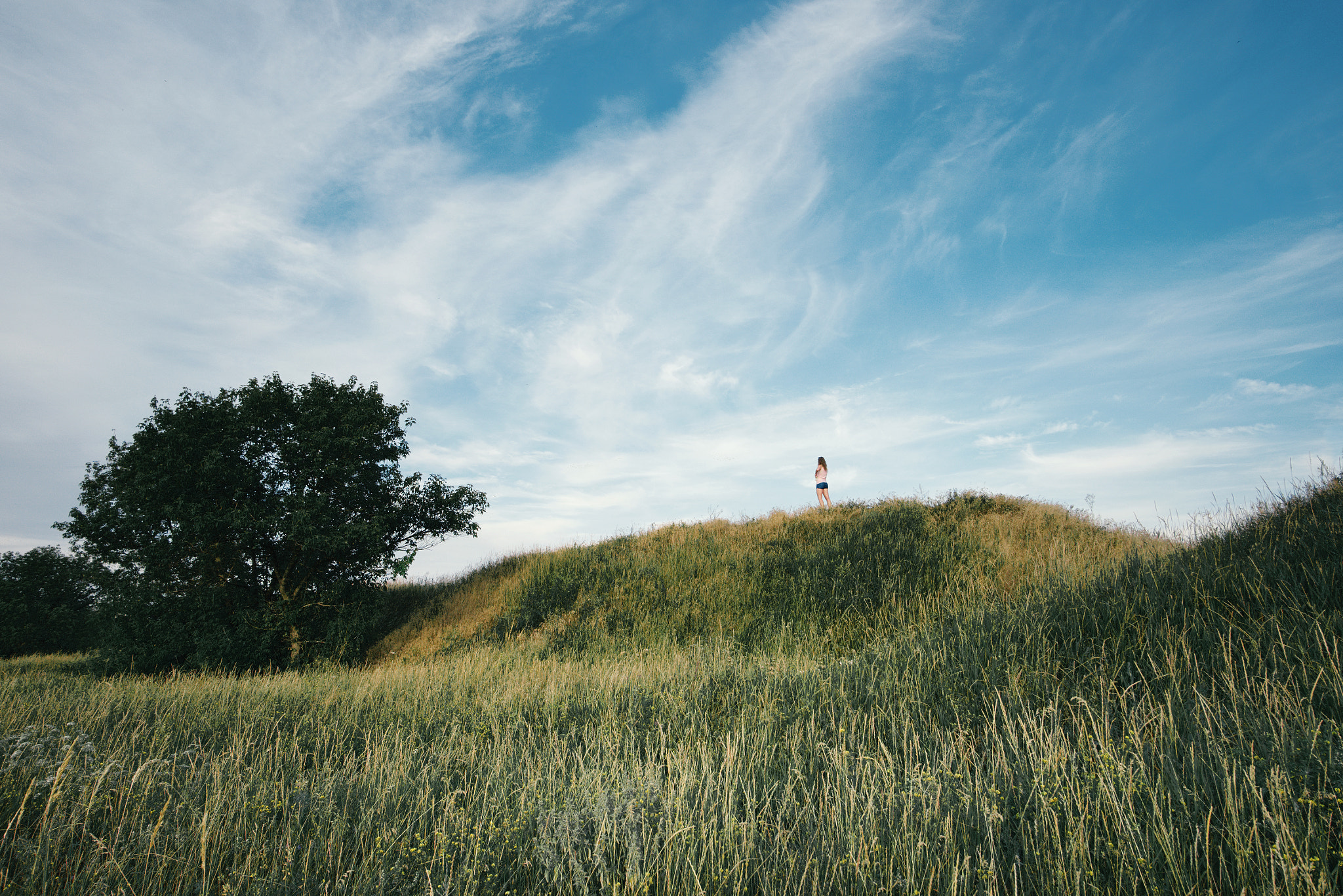
Овраг в Юбилейном парке
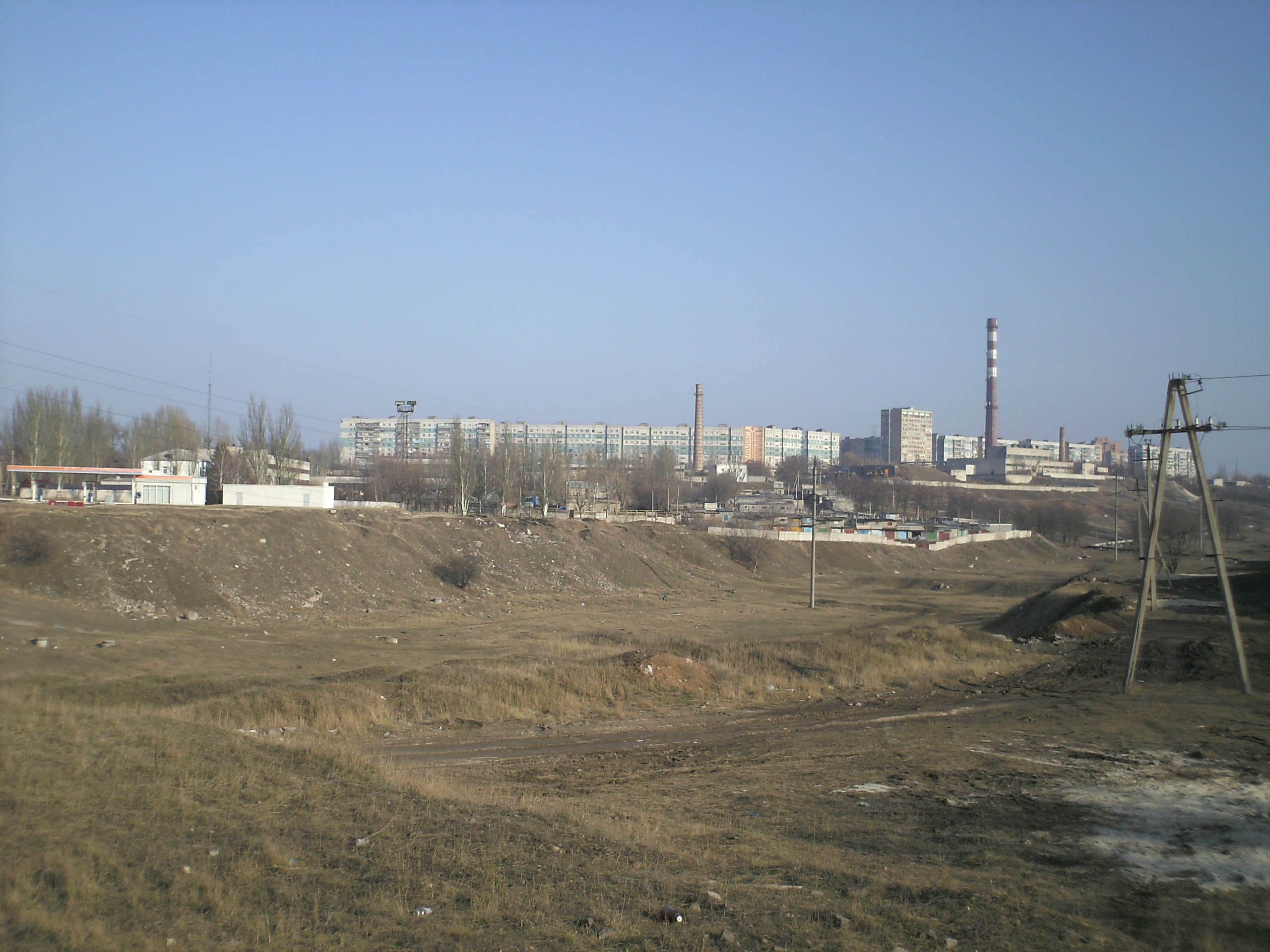
Кутовая балка
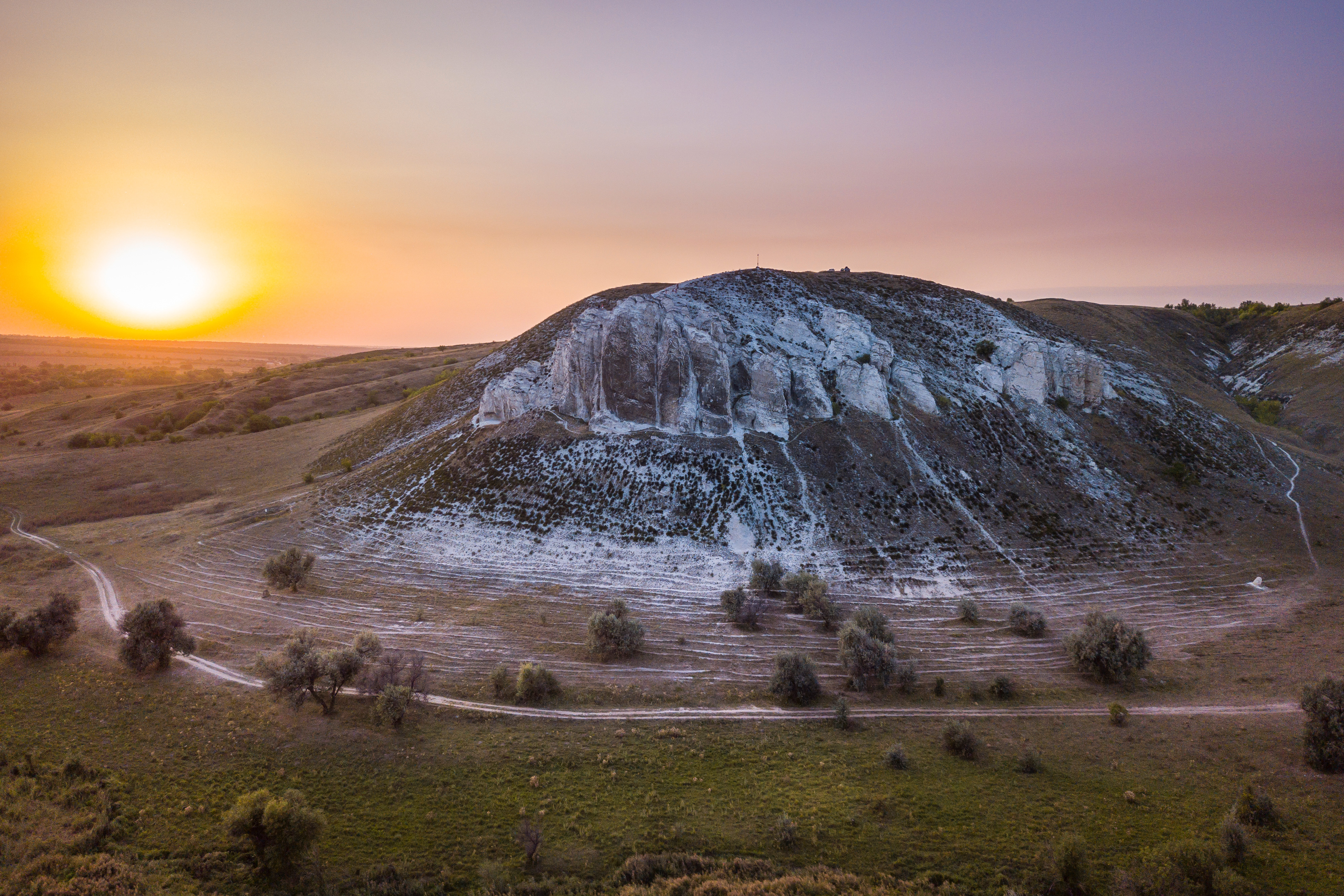
Меловые горы на Беленькой

### Климат
Климат Краматорска умеренно континентальный с относительно холодной зимой и жарким сухим летом. Количество атмосферных осадков незначительное, по годам и по сезонам распределяется неравномерно. В год может выпадать от 250 до 650 мм, среднее значение — 420 мм. Больше половины осадков проходит летом в основном ливнями. Иногда суточный уровень осадков может превышать среднемесячный и достигает 120—125 мм.
Среднегодовая относительная влажность воздуха 75 %, в летний полдень может уменьшаться до 30—35 %. Наиболее влажный воздух в декабре и январе — 90—98, а иногда и 100 %, поэтому зимой часты туман и гололедица. Пасмурность зимнего неба достигает 80 %, туманы держатся на большой площади долгое время даже при ветре 15 м/с, морось. Зимние ветры в основном восточные и северо-восточные, часты оттепели.
Средняя температура самого холодного месяца (января) — −4,2 °C, самого тёплого (июля) — 21,2 °C.
Средняя глубина промерзания грунта — 1,2 м, наибольшая — 1,5 м.

### Полезные ископаемые
На территории Краматорска 6 разведанных месторождений полезных ископаемых: Краматорское (мел и глина), Новокраматорское (тугоплавкая глина), Яснополянское (охровая глина), Шабельковское (формовочный песок), Россоховатское (строительный песок), Краматорское (керамическое сырьё).
Ныне добывается семь видов минерального сырья: строительные, охровые, кирпично-черепичные и керамические глины (всего 107,2 тыс. т в 2008 г.), мел (576,2 тыс. т), формовочные и строительные пески.
Благодаря открытым месторождениям при станции Краматорская в 1885 году был построен завод строительных материалов, положивший начало другим заводам и посёлку.
С конца 1930-х годов до войны севернее Марьевки добывали уголь. Мощность пласта была 40 см. После войны вход в шахту обрушился и был затоплен.

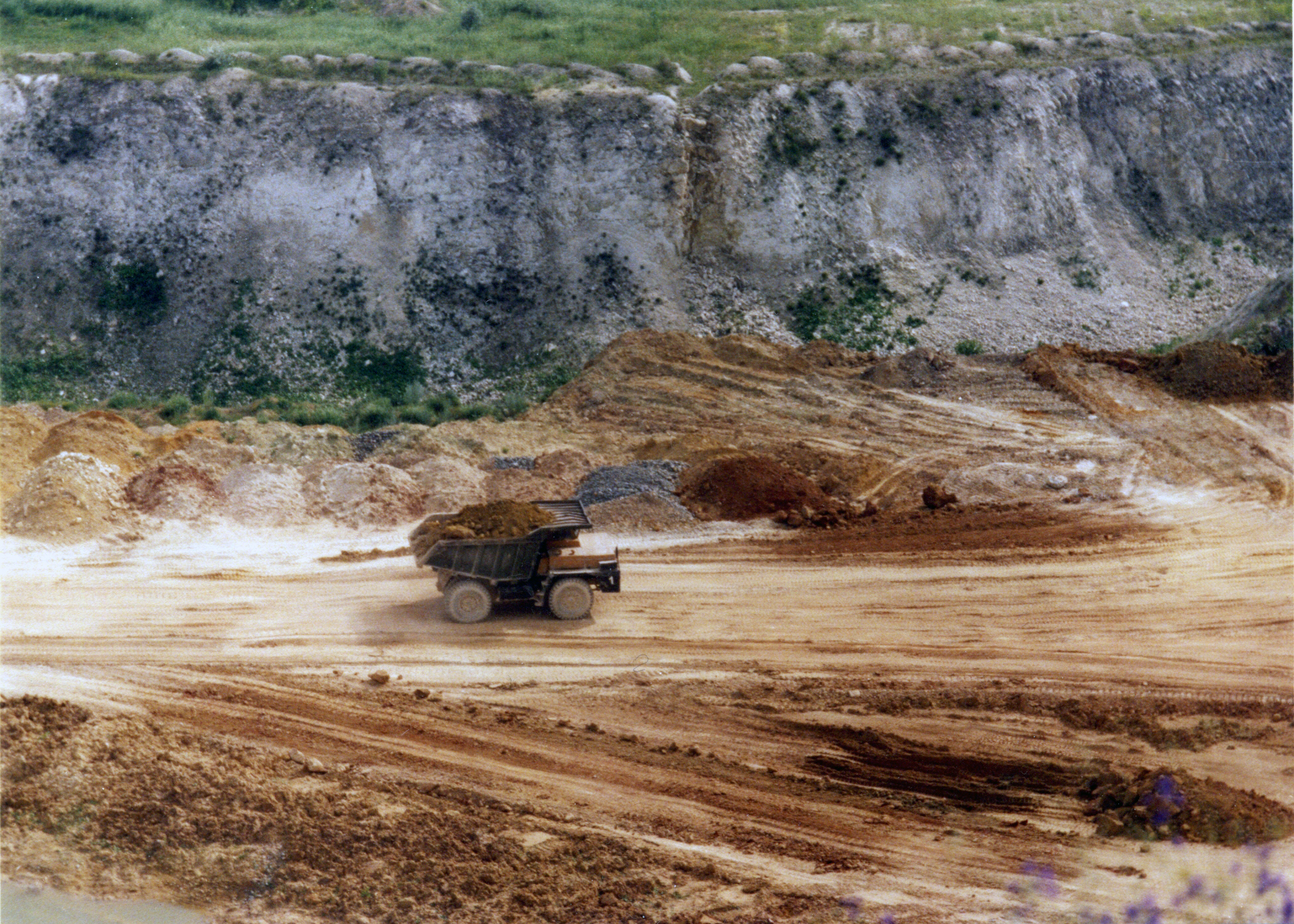
Добыча глины
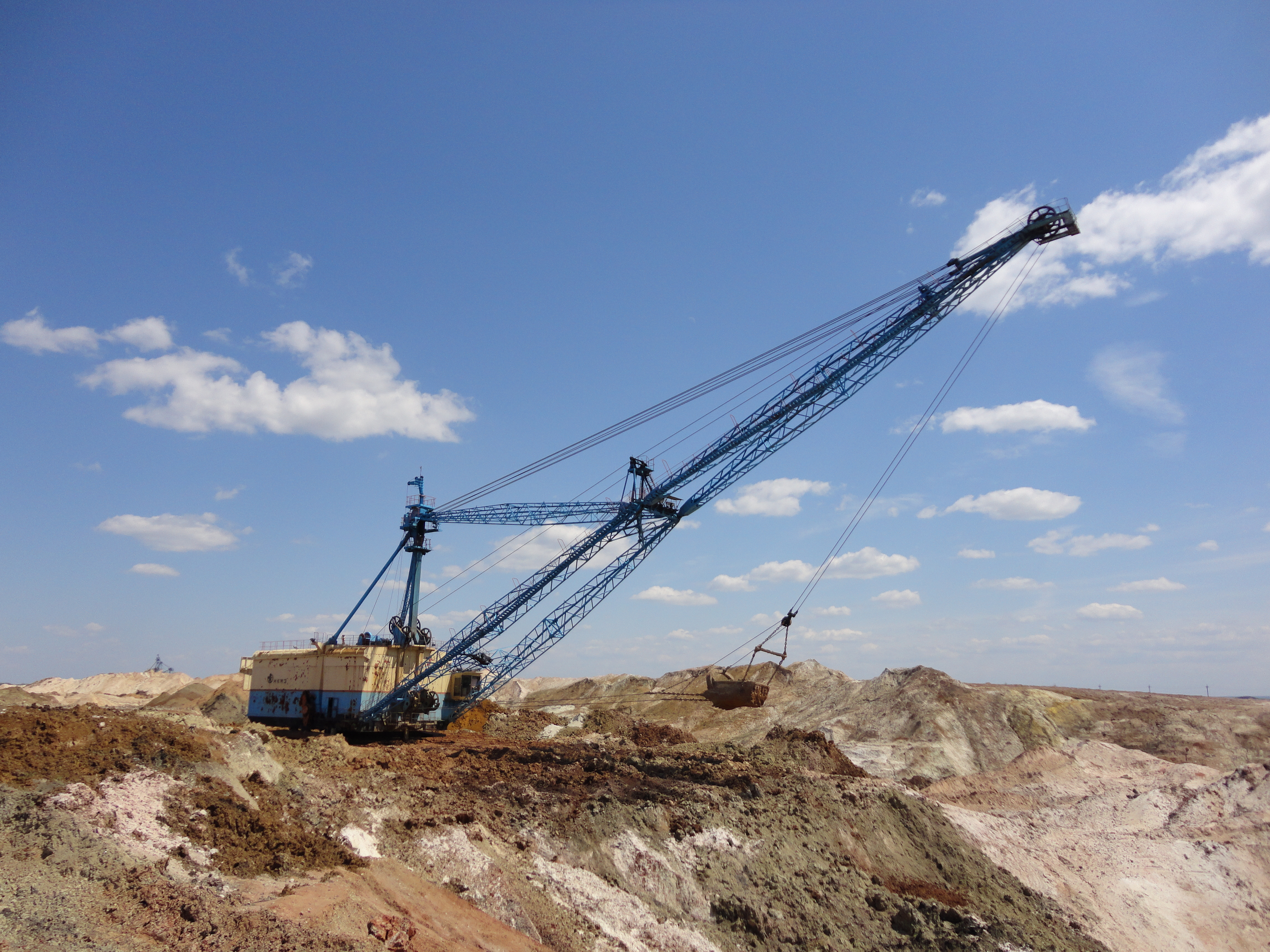
Экскаватор в глиняном карьере
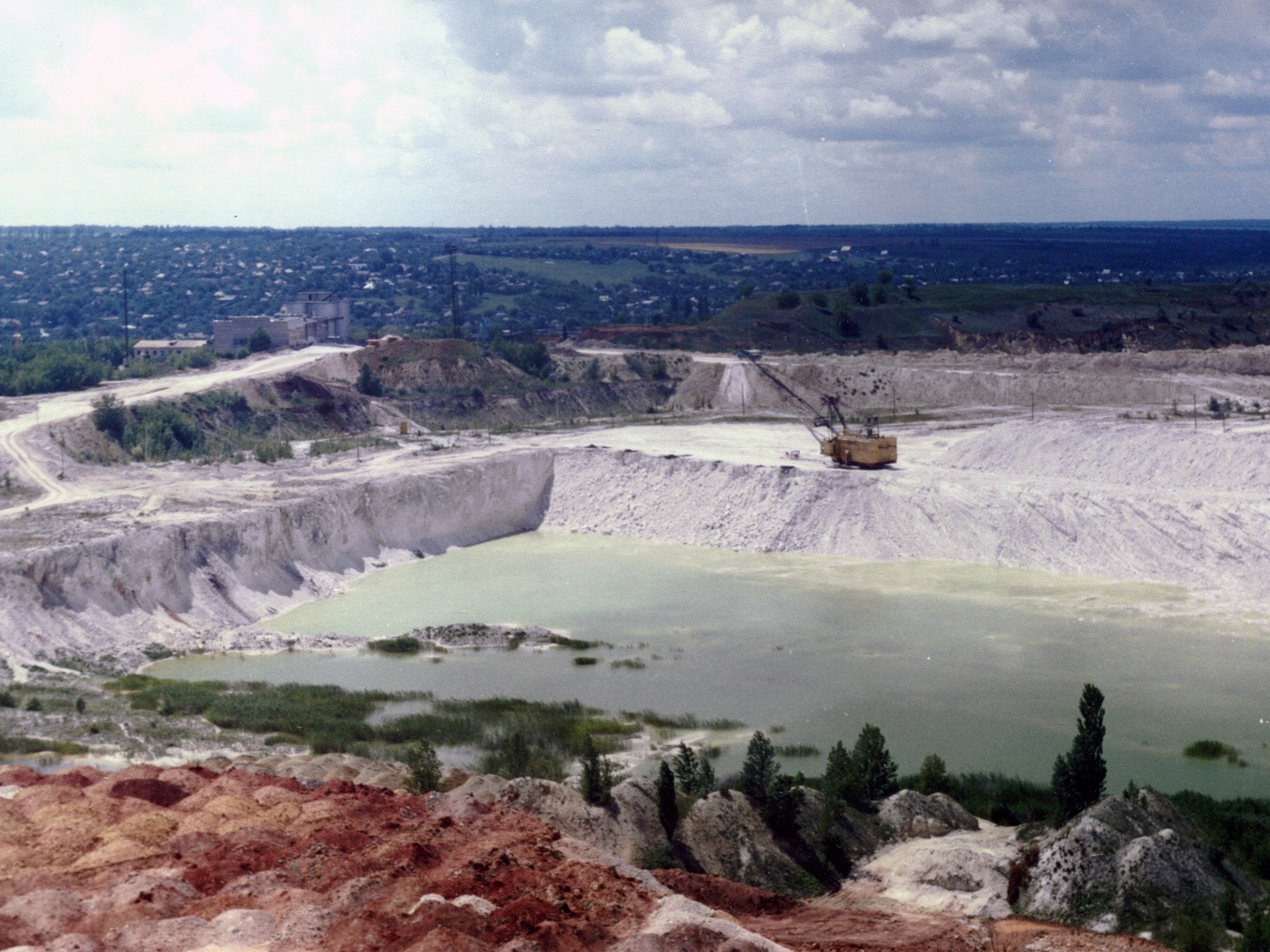
Карьер в Меловой горе
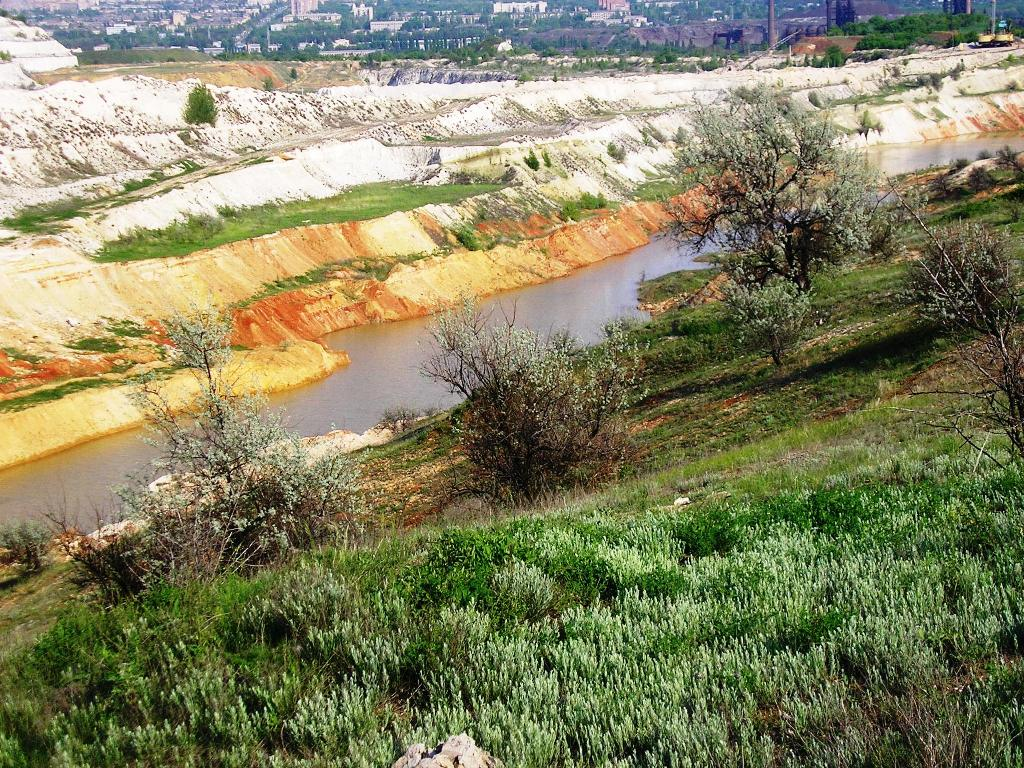
Ясная Поляна. Меловая гора. Карьер. Вид на город.

### Палеонтология
В 1991 году возле Пчёлкино были обнаружены окаменелые остатки дерева араукарии.

### Флора
Леса занимают 1704 га площади Краматорска, в том числе: Шабельковка — 289, Ясногорка — 196, Беленькое — 165, Весёлый — 71, Ивановка — 64, Берёстовое — 27, Камышеваха — 622 (урочища Грако-Камышевахское — 214, Малотарановский — 117, Тройчатское — 94, Липовое — 91, Крутенькое I — 29, Заячье Большое — 26, Плоское — 10, Волчье — 20, Крутенькое II — 10).
В лесах преобладают акация, дуб, ясень, абрикос, алыча, липа обыкновенная и липа мелколистная, сосна, берёза, шелковица, клён остролистный, грецкий орех.
Подлесок состоит из бересклета; ближе к опушкам — боярышник, тёрн, шиповник; на полянах — степная вишня, карагана кустарниковая. Уникальна сосна меловая, которая встречается в посёлке Беленькое, и сосна крымская.
В лесопарковых посадках видовой состав разнообразен. Это лесные и опушечные растения — ясенец белый, звездчатка лесная, пролесок, ландыш майский, фиалки, колокольчики, лапчатка гусиная, ежевика, земляника.
Местная флора богата лекарственными растениями, например зверобой, душица, чабрец, ромашка аптечная, чистотел, валериана, подорожник, тысячелистник, цикорий, боярышник, шиповник и др. Есть виды, занесённые в Красную книгу: бурачок голоножковый, двурядник меловой, дрок донской, оносма донская, норичник меловой, тонконог Талиева, ковыль волосатый, ландыш майский.

### Фауна
В окрестностях Краматорска водятся еноты, лисы, кабаны, косули, зайцы, ласки, куницы. Кроме них, встречаются волки и занесённые в Красную книгу барсуки.
Из птиц в городе живут оседлые грачи, воробьи, сороки, кольчатые горлицы, голуби, дрозды, дятлы, синицы, соловьи, совы, сойки, трясогузки, фазаны, вороны и другие.

### Ландшафтный парк
В границах города в 2004 году образован Краматорский региональный ландшафтный парк площадью 1738,82 га. Он состоит из четырёх участков.
Участок Беленькое (477,8 га) находится на склонах балки, расположенной на масштабных меловых отложениях с обнажениями пород и куполообразными холмами. Особую ценность представляет уникальная степная реликтовая растительность на меловых обнажениях.
Участок Пчёлкинские окаменелые деревья (22,61 га) имеет насаждения крымской сосны, среди которой встречаются выходы окаменевших деревьев каменноугольного периода возрастом свыше 200 миллионов лет.
Участок Камышеваха (865,23 га) состоит лесов дуба, ясеня, клёна, вяза, и липы. Подлесок богат первоцветами: горицвет, ветреница, тюльпаны. Густые урочища расположились в глубоких разветвлённых балках. Встречаются дикие звери зайцы, барсуки и лисы. На территории есть Лебединое озеро с лебедями. На холме вблизи озера находится полуразрушенный дом помещика Бантыша — одно из старейших зданий региона.
Участок Белокузьминовка (373,9 га) является геологическим памятником природы со скалообразным обнажением верхнего мела посреди нетронутой степи.

## История
Согласно данным археологии, на территории современного Краматорска и его ближайших пригородов люди селились ещё в глубокой древности.
Во второй половине XVIII в. территория, которую в настоящее время занимает город, массово заселялась казаками Слободского войска.
26 июля 1765 года Слободское казачье войско было упразднено.
В 1799 году территория будущего Краматорска включена в Изюмский уезд Слободско-Украинской (позже переименована в Харьковскую) губернии.

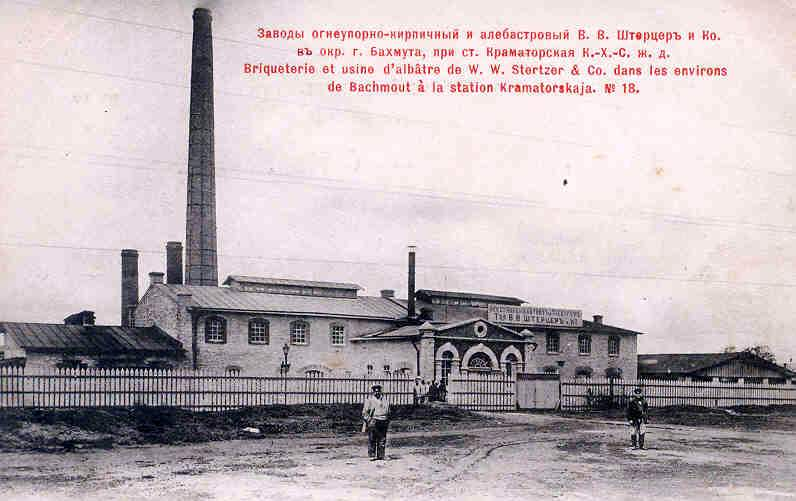
Открытка с изображением железнодорожной станции Краматорская возле города Бахмута, начало XX ст.

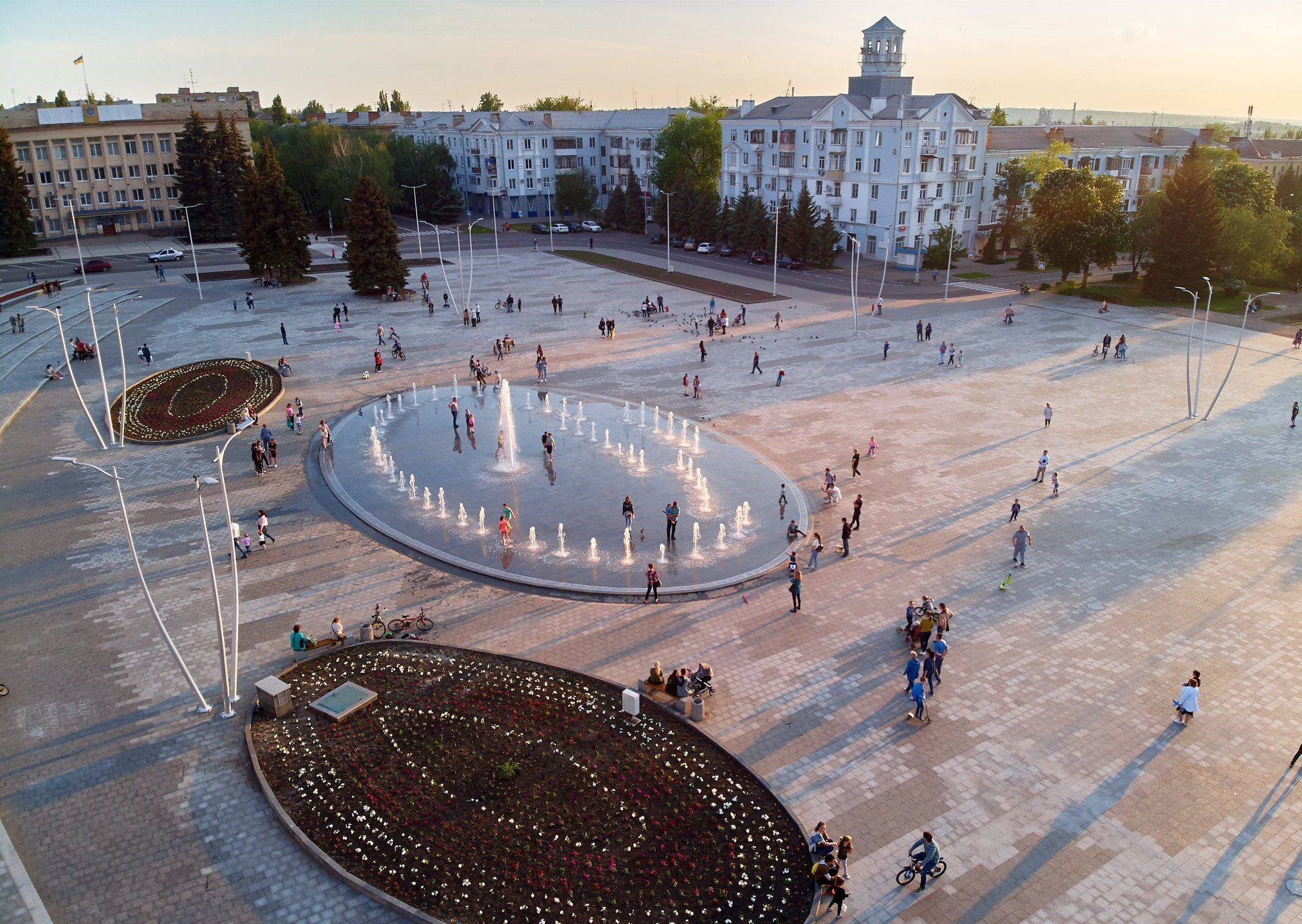
Площадь Мира после реконструкции

Город Краматорск развился из посёлка при маленькой железнодорожной станции, построенной в 1868 году. В 1878 году станция стала узловой.
Решением Донецкого губернского революционного комитета 17 января 1920 года станция Краматоровка отнесена к созданному Бахмутскому району Донецкой губернии.
Постановлением Всеукраинского центрального исполнительного комитета от 7 марта 1923 года создан Краматорский район, административным центром которого стала Краматоровка. С 1925 года — посёлок городского типа. 20 июня 1932 года совместным решением ВУЦИК и Совета народных комиссаров Краматорский район был расформирован, а сам Краматорск получил статус города.
17 июля 1932 года получил статус города областного подчинения.
Во время Великой Отечественной войны, 27 октября 1941 года, советские органы и войска оставили город, который был оккупирован немецкими войсками.
5 февраля 1943 года освобождён от немецко-фашистских войск Красной армией Юго-Западного фронта в ходе Ворошиловградской операции.
27 февраля 1943 года вторично оккупирован немецкими войсками. 6 сентября 1943 года освобождён частями Юго-Западного фронта в ходе Донбасской операции.

### С 2014 года
12 апреля 2014 года исполком и городской отдел милиции были взяты сепаратистами ДНР, а город объявлен частью самопровозглашённой ДНР. Во время вооружённого конфликта 2014 года город и гора Карачун подверглись обстрелам.
5 июля 2014 года Вооружённые силы Украины восстановили контроль над городом.
С 13 октября 2014 года Краматорск становится областным центром — сюда переезжает Донецкая областная государственная администрация.
10 февраля 2015 года Краматорск подвергся обстрелу РСЗО. По данным Донецкой областной госадминистрации, погибли 16 человек и 48 пострадали, из них пятеро детей.
17 апреля 2015 года на центральной площади города был снесён памятник В. И. Ленину. В период с 2015 по 2020 года реконструированы Площадь мира и старейшая улица города — Триумфальная, открыт сад Бернацкого — бывший парк им. Ленина, открыто несколько новых троллейбусных маршрутов.
В городе расположен Краматорский пограничный отряд.
8 апреля 2022 года в ходе вторжения России на Украину по железнодорожному вокзалу Краматорска был нанесён ракетный удар (см. фото). Российская сторона отрицает ответственность за обстрел, возлагая вину на Украину, Украина и другие страны обвиняют Россию. По сообщениям украинских властей, в результате обстрела 57 человек погибли и 109 были ранены. В момент удара на вокзале были тысячи людей, которые ждали эвакуации в преддверии масштабного наступления российских войск в ходе вторжения на Украину.
19 апреля 2022 года российские войска нанесли по Краматорску ракетные удары, убившие по меньшей мере двоих мирных жителей и ранившие шестерых. Под обстрел попал жилой массив.
1 февраля 2023 года в результате ракетного удара по жилому сектору Краматорска повреждены 8 многоквартирных домов, один из них полностью разрушен. По меньшей мере 3 человека погибли, 20 получили ранения.
27 июня 2023 года после очередного российского ракетного удара по центру города погибли по меньшей мере 10 человек, среди которых 3 детей. Ещё 61 человек ранен.

## Население
На 1 января 2022 года численность населения Краматорска составляла 147 145 человек.
| Численность наличного населения Краматорска | Численность наличного населения Краматорска | Численность наличного населения Краматорска | Численность наличного населения Краматорска | Численность наличного населения Краматорска | Численность наличного населения Краматорска | Численность наличного населения Краматорска | Численность наличного населения Краматорска | Численность наличного населения Краматорска | Численность наличного населения Краматорска |
| 1898                                        | 1912                                        | 1920                                        | 1923                                        | 1926                                        | 1928                                        | 1931                                        | 1933                                        | 1934                                        | 1935                                        |
| ------------------------------------------- | ------------------------------------------- | ------------------------------------------- | ------------------------------------------- | ------------------------------------------- | ------------------------------------------- | ------------------------------------------- | ------------------------------------------- | ------------------------------------------- | ------------------------------------------- |
| 12 000                                      | 12 000                                      | ↘6 300                                      | ↗6 476                                      | ↗12 305                                     | ↘12 300                                     | ↗17 075                                     | ↗77 954                                     | ↗98 518                                     | ↘94 000                                     |
| 1937                                        | 1939                                        | 1956                                        | 1959                                        | 1961                                        | 1962                                        | 1964                                        | 1965                                        | 1966                                        | 1968                                        |
| ↘93 686                                     | ↗94 114                                     | ↗117 000                                    | ↘115 385                                    | ↗123 000                                    | ↗126 000                                    | ↗132 000                                    | ↗135 000                                    | ↗136 000                                    | ↗144 000                                    |
| 1970                                        | 1976                                        | 1977                                        | 1978                                        | 1979                                        | 1981                                        | 1986                                        | 1987                                        | 1989                                        | 1992                                        |
| ↗149 832                                    | ↗167 200                                    | ↗171 000                                    | 171 000                                     | ↗178 163                                    | ↗183 000                                    | ↗195 000                                    | ↗198 000                                    | ↗198 094                                    | ↗202 600                                    |
| 1994                                        | 1998                                        | 1999                                        | 2000                                        | 2001                                        | 2003                                        | 2004                                        | 2005                                        | 2006                                        | 2007                                        |
| ↗202 700                                    | ↘197 000                                    | ↘188 000                                    | ↘186 000                                    | ↘181 025                                    | ↘178 677                                    | ↘176 719                                    | ↘174 892                                    | ↘173 310                                    | ↘171 782                                    |
| 2008                                        | 2009                                        | 2010                                        | 2011                                        | 2012                                        | 2013                                        | 2014                                        | 2015                                        | 2016                                        | 2017                                        |
| ↘170 142                                    | ↘169 077                                    | ↘167 850                                    | ↘166 284                                    | ↘165 469                                    | ↘164 283                                    | ↘162 811                                    | ↘160 895                                    | ↘159 445                                    | ↘157 627                                    |
| 2018                                        | 2019                                        | 2020                                        | 2021                                        | 2022                                        | 2023                                        | 2024                                        | 2025                                        |                                             |                                             |
| ↘155 607                                    | ↘153 911                                    | ↘152 120                                    | ↘150 084                                    | ↘≈80 000                                    | ↗≈80 000                                    | ↘ ≈80 000                                   | ≈40 000                                     |                                             |                                             |

| Динамика численности населения Краматорска | Динамика численности населения Краматорска | Динамика численности населения Краматорска | Динамика численности населения Краматорска |
| год                                        | население, чел.                            | население, чел.                            | примечание                                 |
| год                                        | собственно город                           | вместе с посёлками                         | примечание                                 |
| ------------------------------------------ | ------------------------------------------ | ------------------------------------------ | ------------------------------------------ |
| 1795—1796                                  | —                                          | 2600                                       |                                            |
| 1864                                       | —                                          | 4723                                       |                                            |
| 1898                                       | 12 000                                     |                                            |                                            |
| 1912                                       | 12 000                                     |                                            |                                            |
| 1920                                       | 6300                                       |                                            |                                            |
| 1923                                       | 6476                                       |                                            | перепись 15/III                            |
| 1926                                       | 12 305                                     | 37 918                                     | перепись 17/XII                            |
| 1928                                       | 12 300                                     |                                            |                                            |
| 1931                                       | 17 075                                     | 89 926                                     | оценка 1/I, население района               |
| 1933                                       | 77 954                                     | 118 036                                    |                                            |
| 1934                                       | 98 518                                     |                                            |                                            |
| 1935                                       | 94 000                                     | 142 000                                    |                                            |
| 1937                                       | 93 686                                     | 122 300                                    | перепись                                   |
| 1939                                       | 94 114                                     | 114 617                                    | перепись 17/I                              |
| 1956                                       | 117 000                                    |                                            | [ 32 ]                                     |
| 1959                                       | 115 385                                    | 157 572                                    | перепись 15/I                              |
| 1961                                       | 123 000                                    |                                            |                                            |
| 1962                                       | 126 000                                    |                                            | 1/I                                        |
| 1964                                       | 132 000                                    |                                            |                                            |
| 1965                                       | 135 000                                    |                                            |                                            |
| 1966                                       | 136 000                                    |                                            |                                            |
| 1968                                       | 144 000                                    |                                            |                                            |
| 1970                                       | 149 832                                    | 195 080                                    | перепись 15/I                              |
| 1976                                       | 167 200                                    |                                            | 1/I                                        |
| 1977                                       | 171 000                                    |                                            | 1/I                                        |
| 1978                                       | 171 000                                    |                                            |                                            |
| 1979                                       | 178 163                                    | 220 241                                    | перепись 7/I                               |
| 1981                                       | 183 000                                    |                                            |                                            |
| 1986                                       | 195 000                                    |                                            |                                            |
| 1987                                       | 198 000                                    |                                            |                                            |
| 1989                                       | 198 094                                    | 235 338                                    | перепись 12/I                              |
| 1992                                       | 202 600                                    | 238 500                                    |                                            |
| 1993                                       |                                            | 239 300                                    | максимум                                   |
| 1994                                       | 202 700                                    |                                            | максимум                                   |
| 1998                                       | 197 000                                    |                                            |                                            |
| 1999                                       | 188 000                                    |                                            |                                            |
| 2000                                       | 186 000                                    |                                            |                                            |
| 2001                                       | 183 600                                    | 216 800                                    | оценка на 1/I                              |
| 2001                                       | 181 025                                    | 216 162                                    | перепись 5/XII                             |
| 2003                                       | 178 677                                    | 213 500                                    |                                            |
| 2004                                       | 176 719                                    |                                            |                                            |
| 2005                                       | 174 892                                    |                                            |                                            |
| 2006                                       | 173 310                                    | 207 400                                    |                                            |
| 2007                                       | 171 782                                    |                                            |                                            |
| 2008                                       | 170 142                                    | 202 900                                    |                                            |
| 2009                                       | 169 077                                    | 202 200                                    |                                            |
| 2010                                       | 167 850                                    | 201 632                                    |                                            |
| 2011                                       | 166 284                                    | 199 874                                    |                                            |
| 2012                                       | 165 469                                    | 199 020                                    |                                            |
| 2013                                       | 164 283                                    | 197 752                                    |                                            |
| 2014                                       | 162 811                                    | 196 242                                    |                                            |
| 2015                                       | 160 895                                    | 194 235                                    |                                            |
| 2016                                       | 159 445                                    | 192 642                                    |                                            |
| 2017                                       | 157 627                                    | 190 648                                    |                                            |
| 2018                                       | 155 607                                    | 188 456                                    |                                            |
| 2019                                       | 153 911                                    | 186 831                                    | [ 35 ]                                     |
| 2020                                       | 152 120                                    | 184 384                                    | [ 36 ]                                     |
| 2021                                       | 150 084                                    |                                            |                                            |

По переписи 2001 года украинцы составляли 70,18 % населения Краматорска, русские — 26,89 %. В городе проживают представители 77 национальностей.

### Языковой состав
Родной язык населения по данным переписи 2001 года:
| Язык       | Численность, чел. | Доля     |
| ---------- | ----------------- | -------- |
| Украинский | 56 054            | 31,06 %  |
| Русский    | 122 498           | 67,87 %  |
| Другое     | 1 935             | 1,07 %   |
| Итого      | 180 487           | 100,00 % |

## Экономика

### Промышленность
Краматорск — важнейший центр тяжёлого машиностроения, ювелирного производства и науки Украины.
За 2014 год предприятия города реализовали продукции на 5,9 млрд грн. Доля Краматорска в промышленном производстве области — 3,3 % (4,5 % в 2008 г.). Объём промышленного производства — 1423 млн гривен (на 1 жителя — 6740 грн.). Индекс промышленной продукции — 95,8 % в 2003 году к 1990 году.
Выбросы вредных веществ в атмосферный воздух города от всех промышленных источников загрязнения в 2008 году составили 9 тысяч тонн.
Важнейшие промышленные отрасли и предприятия города
- Машиностроение, преимущественно — тяжёлое для металлургической, горно-рудной, транспортной промышленности
  - Новокраматорский машиностроительный завод (НКМЗ)
  - Старокраматорский машиностроительный завод (СКМЗ)[40] — выпускает металлургическое оборудование по заказам металлургических комбинатов, оборудование для железных дорог — путевые машины для ремонта и восстановления дорог, для очистки путей и стрелочных переводов
  - Краматорский завод тяжёлого станкостроения[41]
  - Завод автогенного оборудования «ДОНМЕТ»[42]
  - Завод технологической и специальной оснастки (ТИСО)
  - Краматорский завод «Кондиционер»
  - Научно-производственное предприятие «Тест» (ЗАО НПП «Тест»)[43] — производство промышленных весов и весового оборудования
- Металлургическая промышленность — производство в 2008 году: стали — 262,2 тыс. т.
  - Краматорский металлургический завод. В 2008 стальной прокат 25 тыс. т, в 2005 производство ферромарганца — 28,9 тыс. т.
  - Энергомашспецсталь[44]
- Промышленность строительных материалов
  - Краматорский цементный завод «Пушка». В 2008 г. произведено 531,2 тыс. т. цемента
  - Краматорский шиферный завод. В 2008 г. произведено 71,5 млн условных плит гофрированного шифера
  - Краматорский завод железобетонных конструкций (КЖБ или КЗЖБК)
  - Краматорский завод металлоконструкций (КЗМК)
  - Краматорский завод эмалей
- Лёгкая промышленность
  - Швейная фабрика «Швея». В 2008 г. сшито изделий на 7262,8 тыс. грн.
  - Электроламповый завод «Альфа» (ныне не действует)[45]
  - В посёлке Ивановка действует завод «Теплоприбор»
  - Ювелирная промышленность. В 2008 году произведено изделий на 263 млн грн. Более чем 2000 человек работают на 20 ювелирных предприятиях Краматорска, производя около 10 % всех ювелирных изделий Украины
- Пищевая промышленность Краматорска в годы независимости Украины пришла в упадок. Закрыты и заброшены хлебозавод, пивзавод, хладокомбинат, молокозавод[46]. Новый молокозавод в районе аэропорта так и не был достроен
  - Краматорский мясокомбинат. В 2008 году произведено 1379 тонн колбасных изделий, 2348 тонн мяса с субпродуктами 1 категории. C 2012 года был законсервирован. В 2020 году стал частью холдинга, объединяющего птицекомплексы в Александровке, Шабельковке, Дмитровке и Славянский мясокомбинат
  - Краматорский комбинат детского питания
  - ООО «Крамагросвит» — производитель мясо-молочной продукции

НКМЗ
СКМЗ
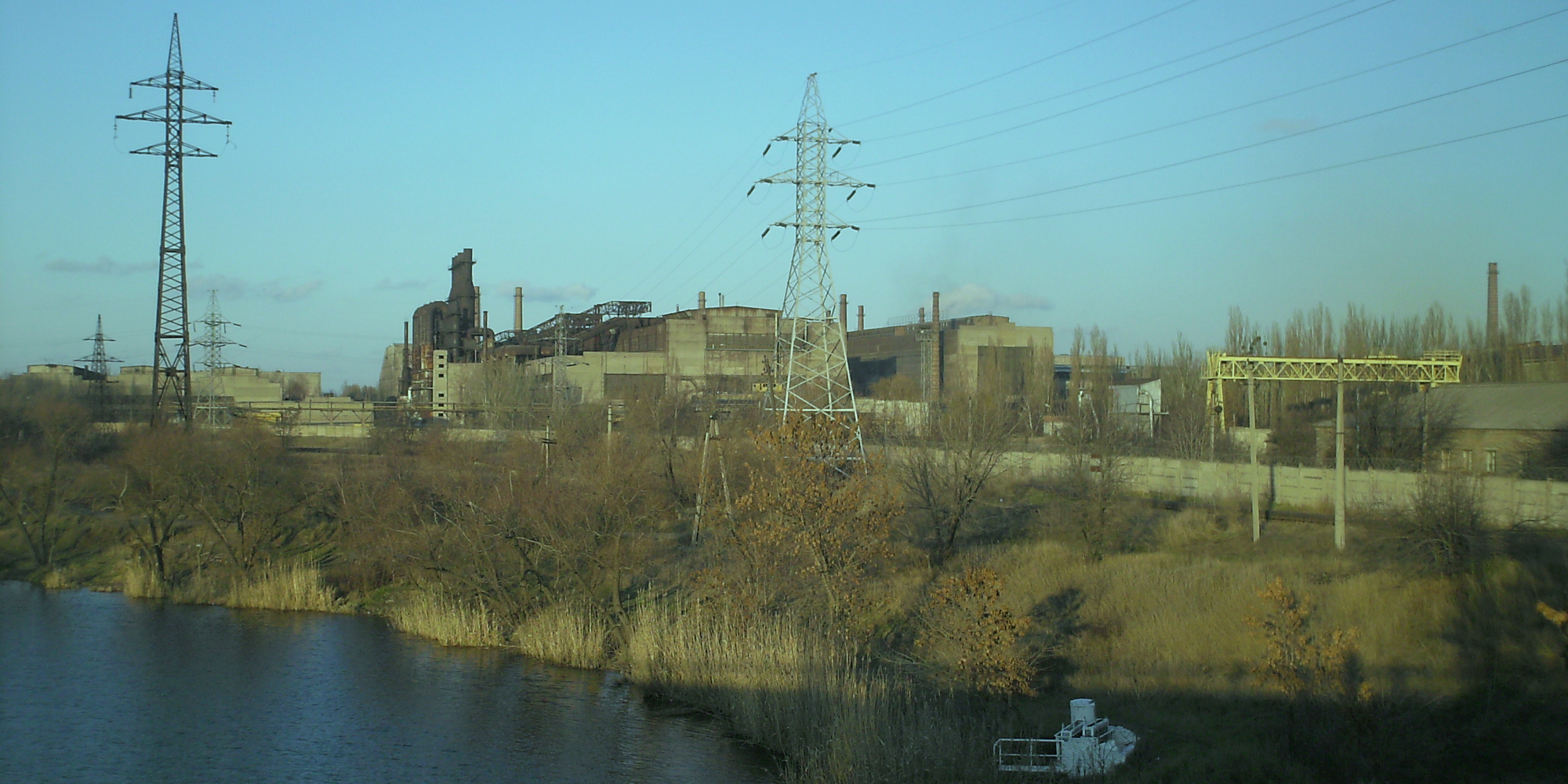
Энергомашспецсталь
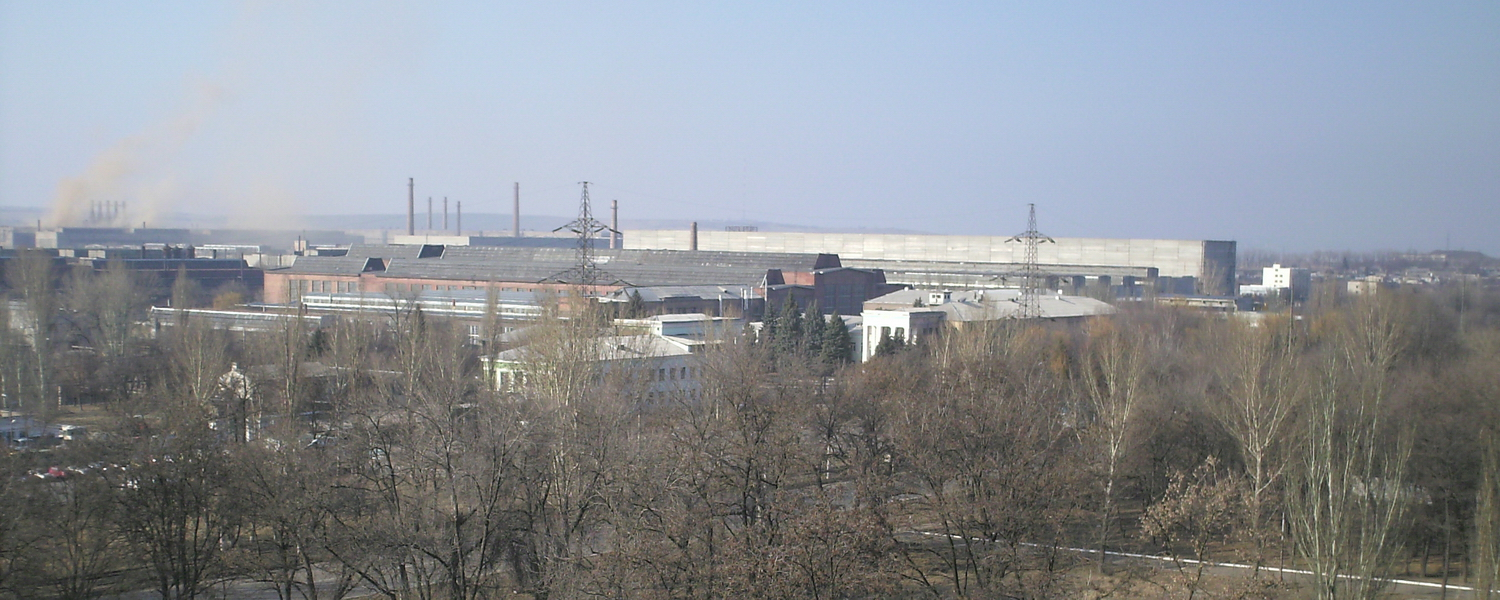
Станкостроительный завод
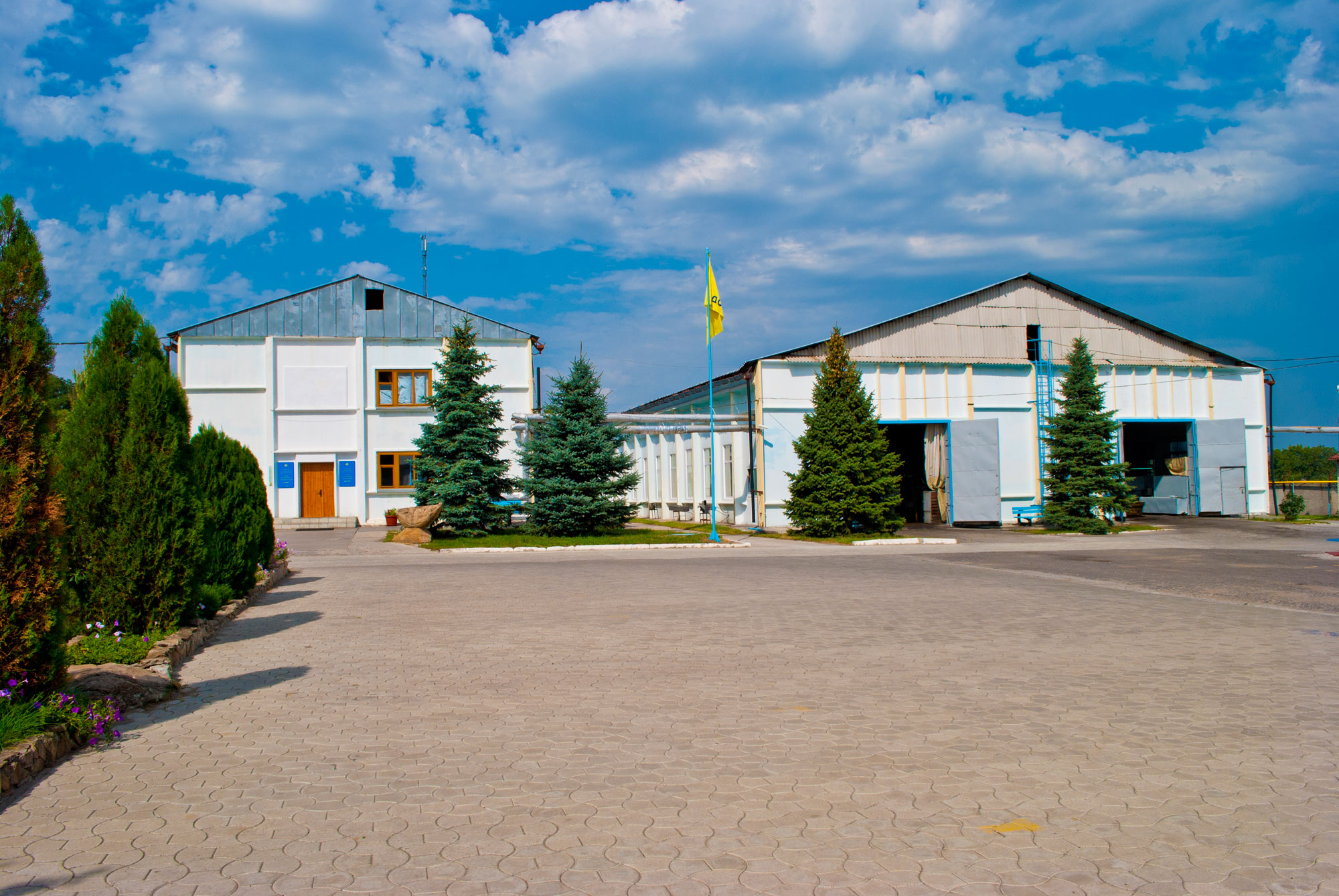
Завод ДОНМЕТ
Металлургический завод
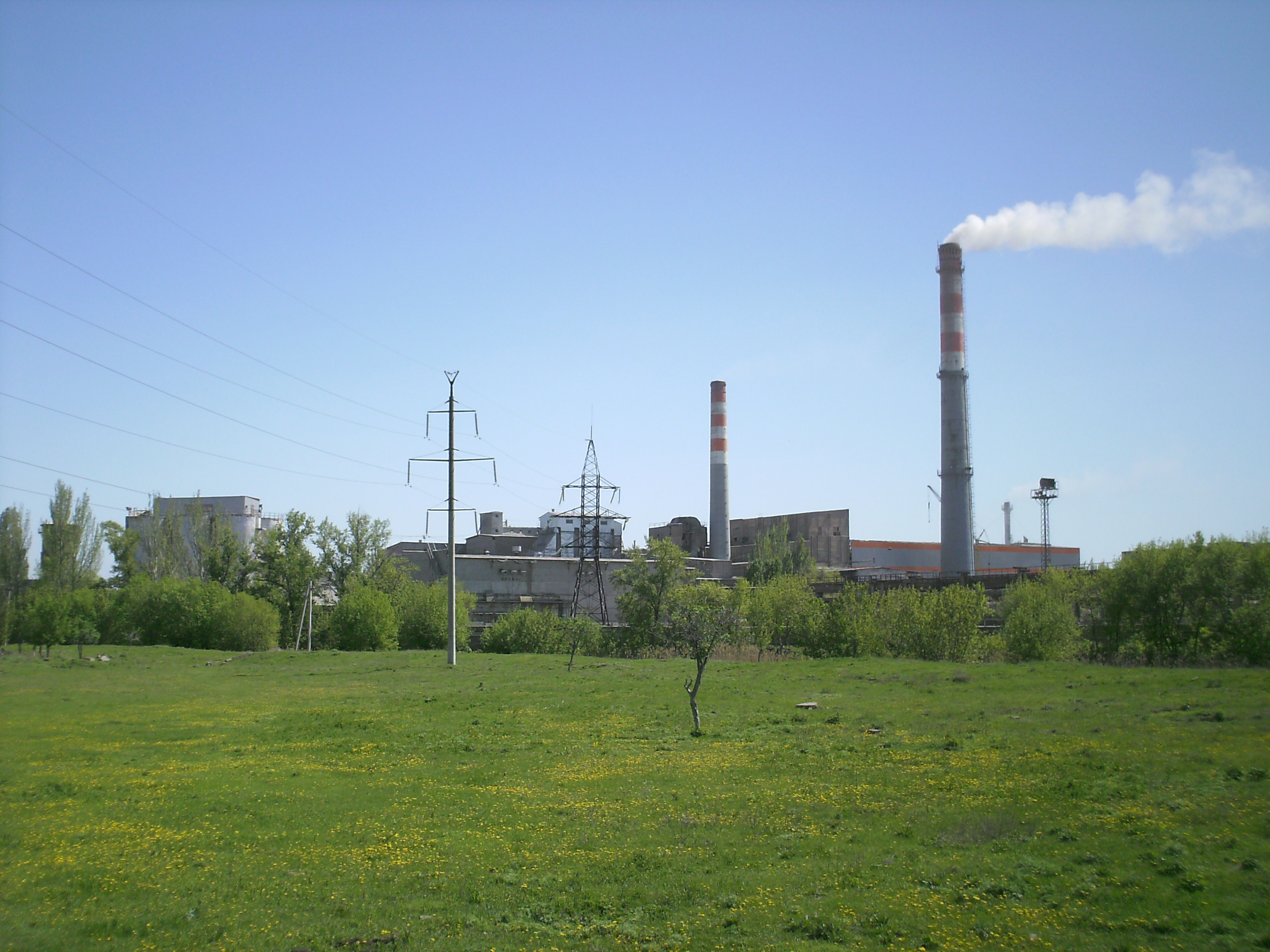
Цементный завод
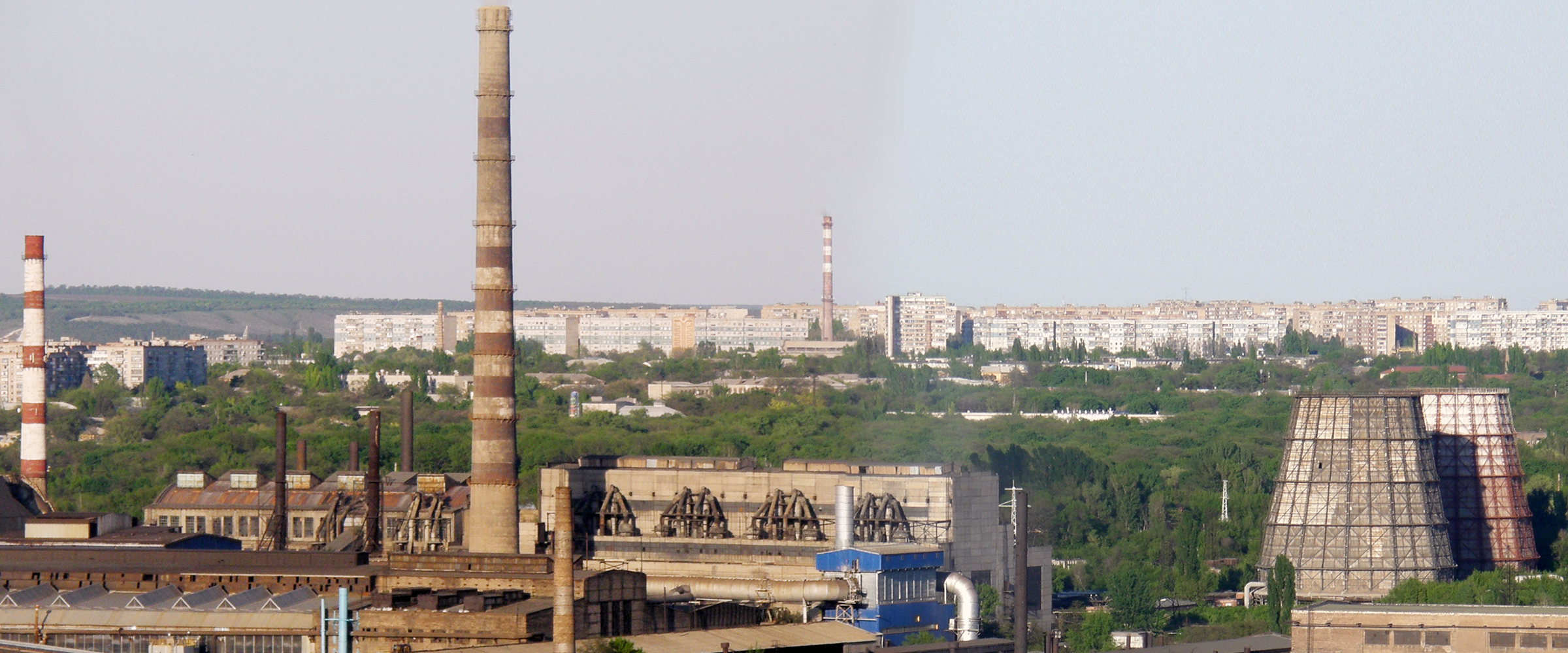
Теплоэлектроцентраль
Хлебозавод
Элеватор
Хладокомбинат
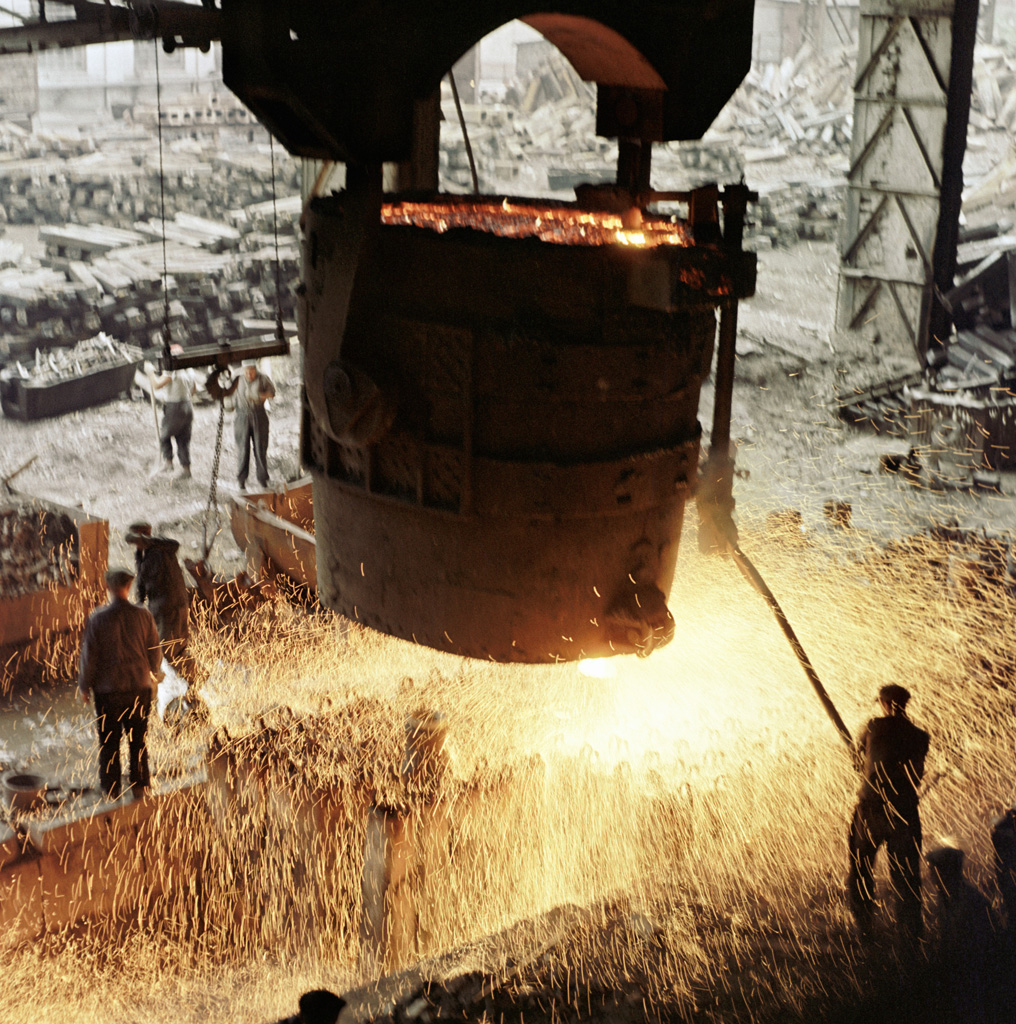
Разлив стали в доменном цехе Краматорского металлургического комбината
Ювелирная фабрика «SA&GA»
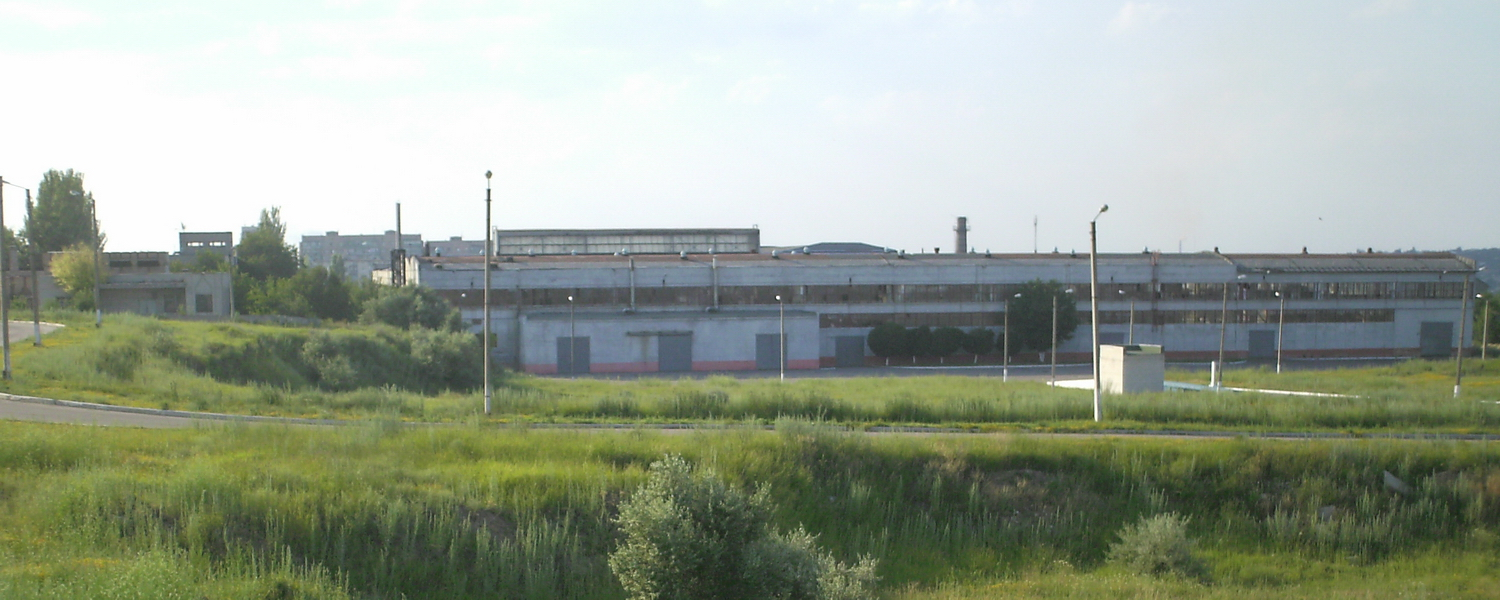
Мусоросортировочный завод (б. Комбинат панельного домостроения, 1972 г.)

### Электроэнергетика
- Краматорская ТЭЦ мощностью 70 МВт. Часть электроэнергии поступает со Славянской ТЭС.
- Строится ветровая электростанция (между г. Краматорск и Славянск). Монтируют ветроэнергетическую установку мощностью 4,5 МВт. На данный момент[когда?] это самый мощный «ветряк» на Украине, и один из самых мощных в Европе, высотой 120 м. В 2019 году было запущенно 3 ветроэнергетические установки.

### Сельское хозяйство
В 2008 г. в Краматорске было 29 сельскохозяйственных предприятий, в том числе 20 фермерских, 7 коллективных и 2 частных. Земельный фонд 18 тыс. га, в том числе 14,8 — пашни. Производство составило: всего — 600 тыс. грн., зерна — 19,5 тыс. т, подсолнечника — 4,7 тыс. т, картофеля — 900 т, овощей — 4,4 тыс. т, кормовых культур — 1200 т, ягод и плодов — 300 т, молока — 1906 т, крупного рогатого скота — 112 тыс. т, свиней — 32 тыс. т., птицы — 296 тыс. т.

## Транспорт
Общая протяжённость транспортных дорог составляет 347,7 км (декабрь 2007). Длина заасфальтированных дорог — 191,2 км, площадь — 1362,3 км². Перевозки осуществляются по 33 автобусным и 10 троллейбусным маршрутам (с 1971 года). Ранее курсировал трамвай по трём трамвайным маршрутам (с 12 мая 1937 года по 1 августа 2017 года).

#### Железнодорожный транспорт

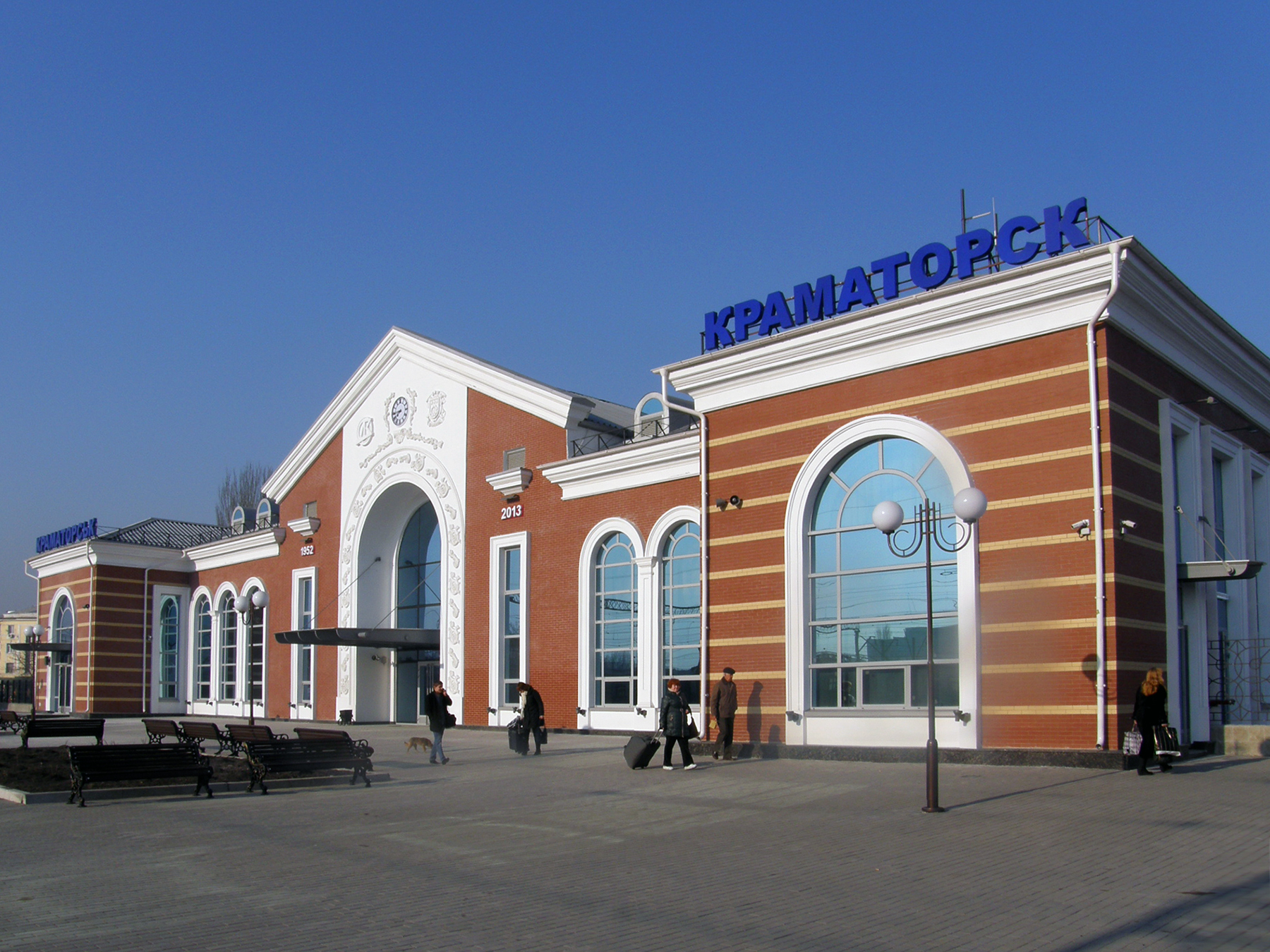
Железнодорожный вокзал

Краматорск — пассажирская, узловая и грузовая железнодорожная станция Донецкой железной дороги, расположенная в Старом Городе. Кроме неё, в Краматорске есть грузовая станция Шпичкино. Городу принадлежат и другие станции — остановочные пункты:
На юг от вокзала: → ост. п. Прокатчик → ост. п. Пчёлкино → ост. п. Малотарановка.
На север от вокзала: → ост. п. Ворота КМЗ → ост. п. Заводская → ост. п. Шпичкино → ост. п. Ясногорка → ост. п. Герасимовка.
Вокзал станции был реконструирован и открыт в 2014 году. От станции без пересадки можно добраться до Киева, Полтавы, Харькова, Сум, Одессы, Кропивницкого, Днепра, Миргорода, Львова, Ивано-Франковска.
8 апреля 2022 года станция была обстреляна ракетным комплексом «Точка-У».

#### Автотранспорт
Через город проходит национальная автомобильная дорога H20 (улицы Олексы Тихого и Танкистов).
Автовокзал Краматорска находится в Соцгороде. Совершаются поездки как в пределах области (Покровск, Славянск, Дружковка, Константиновка, Лиман, Доброполье, Славянский Курорт, Бахмут, Мариуполь), так и за пределы области (Киев, Бердянск, Харьков, Изюм, Москва, Урзуф, Ялта, Миргород, Запорожье, Луганск).
Городской транспорт
В городе действуют:
10 троллейбусных маршрутов
32 автобусных маршрута.
До 1 августа 2017 г. действовали 3 трамвайных маршрута.

#### Авиатранспорт
В городе имеется аэропорт и военная взлётно-посадочная полоса класса «Б».

Трамвайная остановка
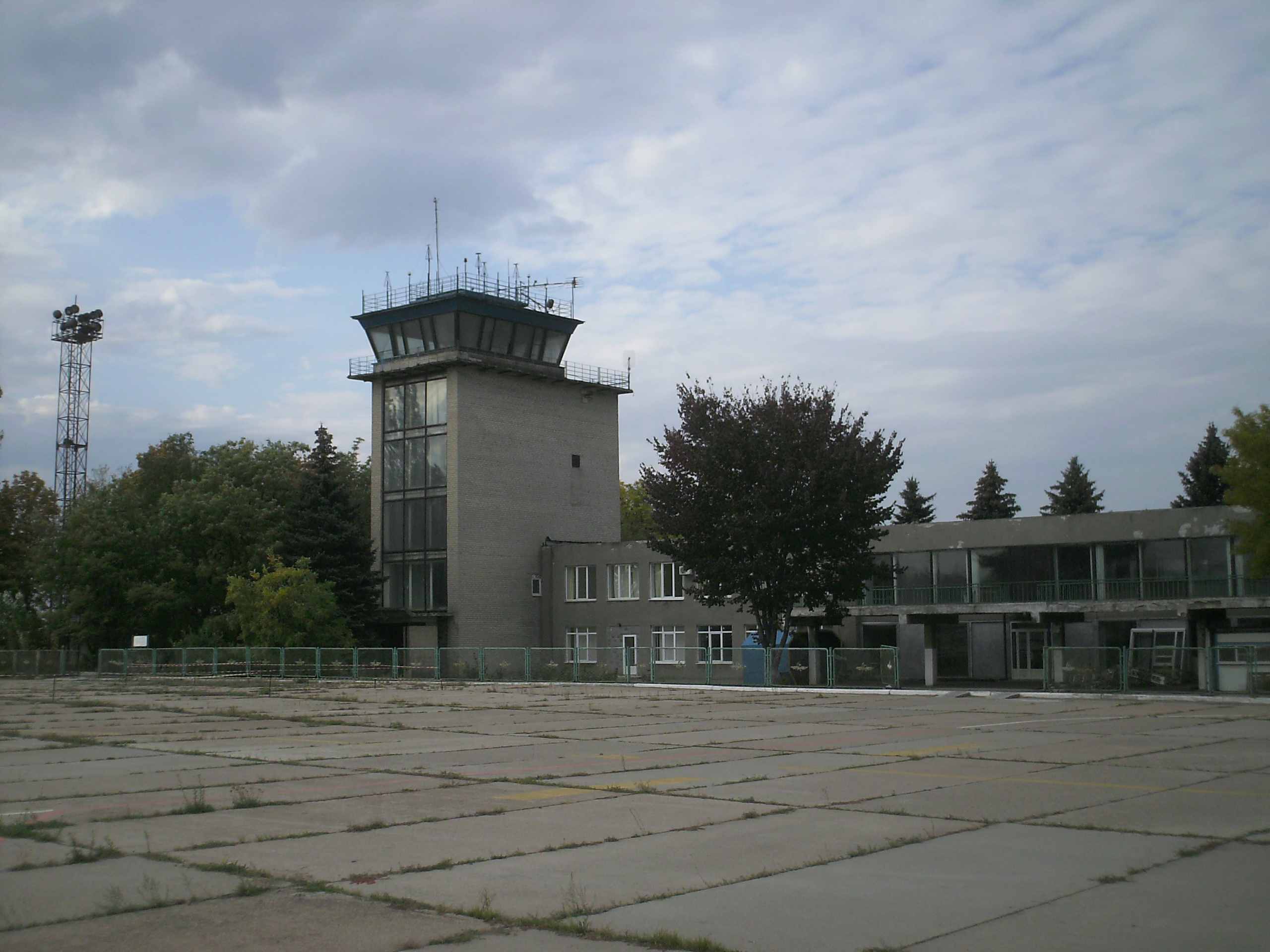
Аэропорт

### Связь
Уровень телефонизации — 600 телефонных номеров на 1000 семей (1999 г.).
В 1958—1959 годах СМУ НКМЗ возвело телерадиобашню высотой 76 м на ул. Катеринича. В 1976—1979 годах на горе Карачун между Славянском и Ясногоркой со стороны посёлка Андреевка был построен телерадиопередающий центр с мачтой высотой 222 м.
В ночь с 30 июня на 1 июля 2014 года в ходе боя между силами АТО и ополчением самопровозглашённой ДНР телебашня была разрушена попаданием снаряда.
5 декабря 2016 года телевышка на горе Карачун возобновила вещание.

Дом связи
АТС-6
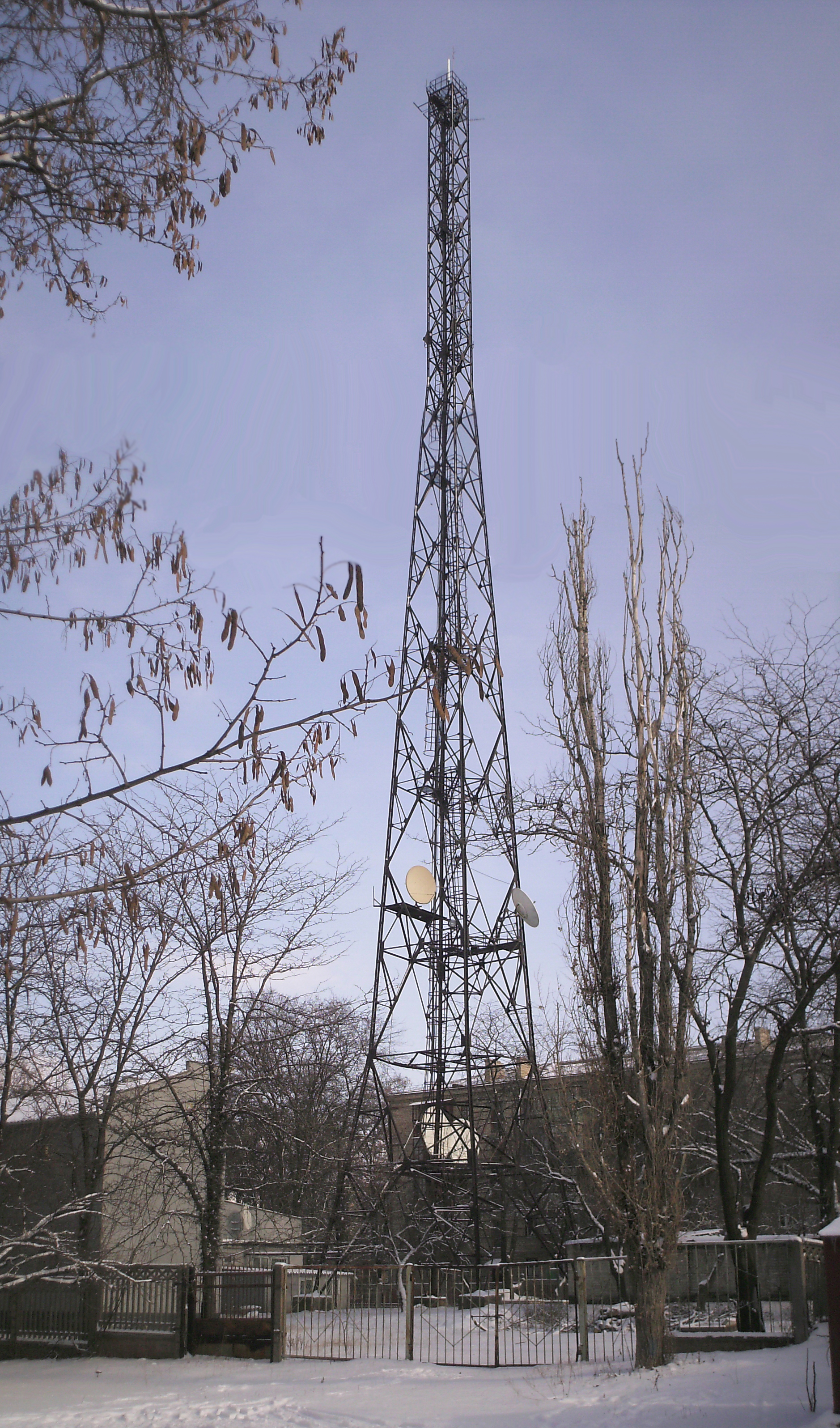
Башня на ул. Катеринича

### Финансы
В 2014 доходы городского бюджета 810,6 млн грн., расходы — 803,4 млн. Поступления в бюджет состояли из частей: 25,6 % собственные налоги, сборы и платежи; 68,5 % межбюджетные трансферты; 5,9 % поступления специального фонда. Доходная часть бюджета формировалась на 75,6 % за счёт налога на доходы, 21,5 % — налога на землю.

## Городское хозяйство

### Жилищный фонд
Жилищный фонд в 2008 г., тыс. м2: всего — 4990,6, в том числе городской 4970,8 и сельский 19,8.
Частный жилищный фонд — 4090,5 тыс. м2, в том числе приватизированное жильё 2508,9, частный сектор 1581,6.
Государственный жилищный фонд 98,1 тыс. м2, фонд местных советов — 2486,5.
Ветхий и аварийный жилищный фонд — 57 тыс. м2.
На одного жителя в среднем приходится 24,1 м2 жилой площади.

### Благоустройство
Водопроводом и канализацией обеспечено 82,3 % домов (100 % многоквартирных домов), центральным отоплением — 72,8 (99,9 % многоквартирных), газом — 85,9 % (99 % многоквартирных), горячей водой — 65,7 % (70 % многоквартирных). Длина канализации составляет 226,6 км, она покрывает 16,1 км².

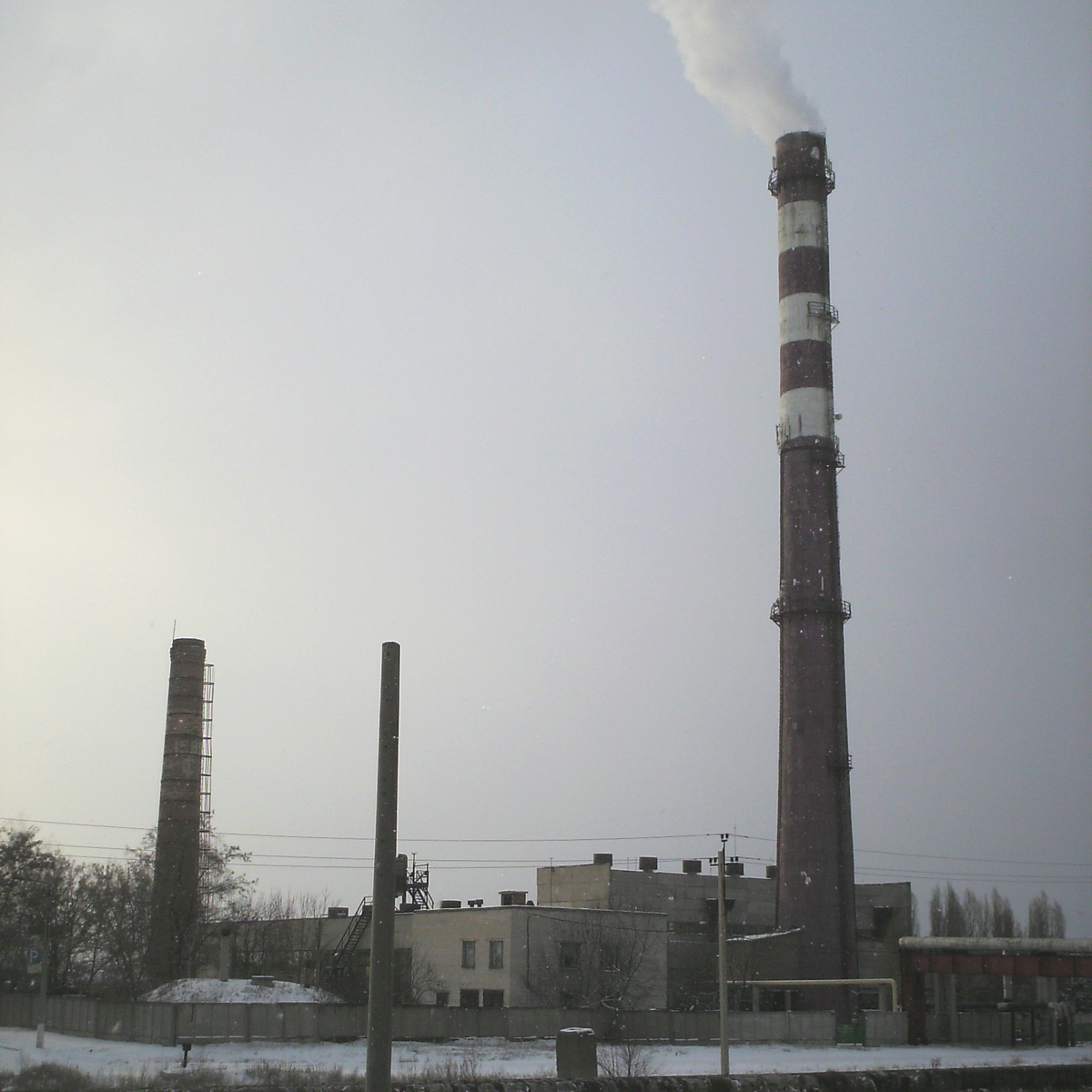
Котельная микрорайона «Лазурный»
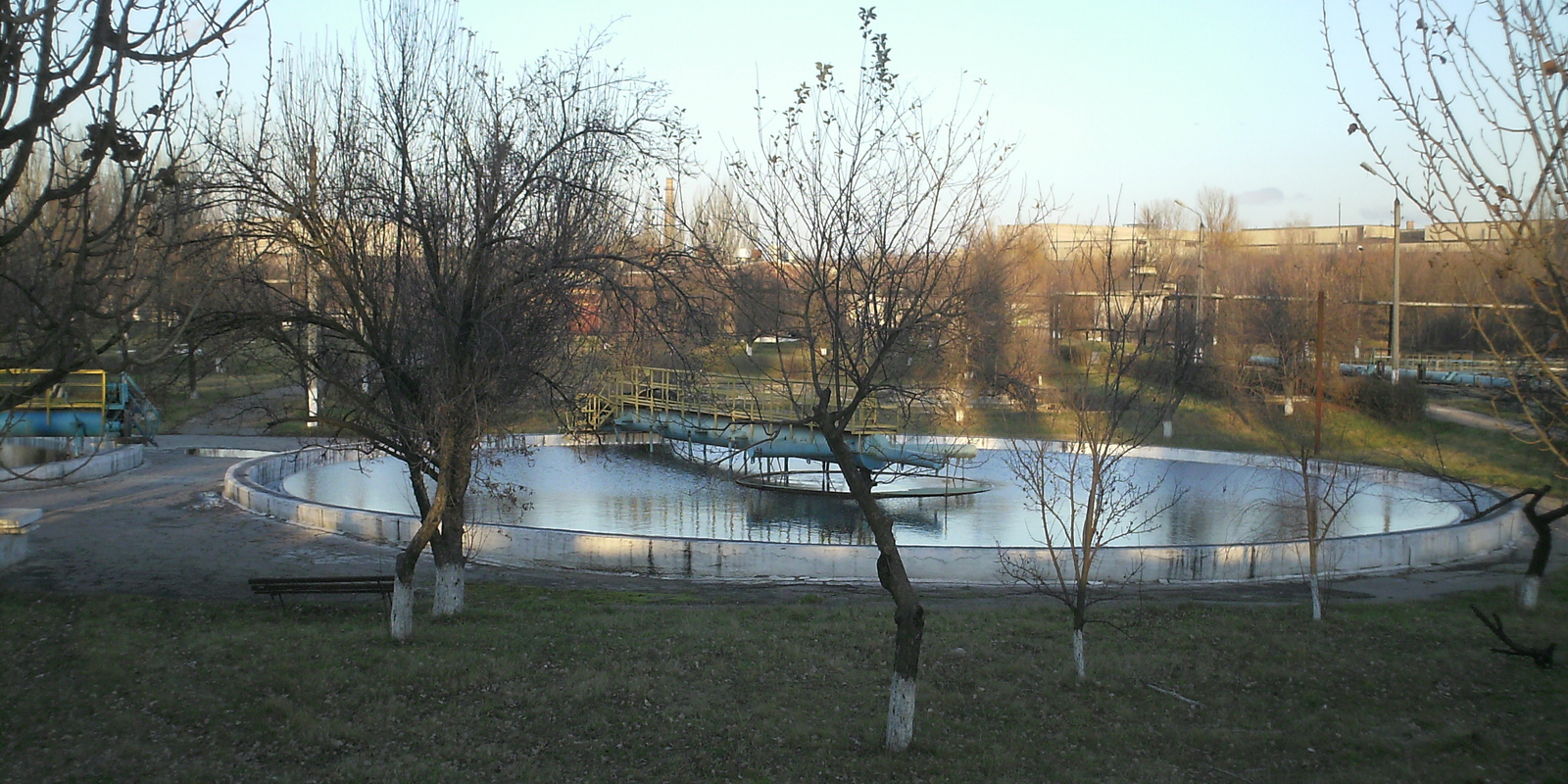
Водоочистная станция
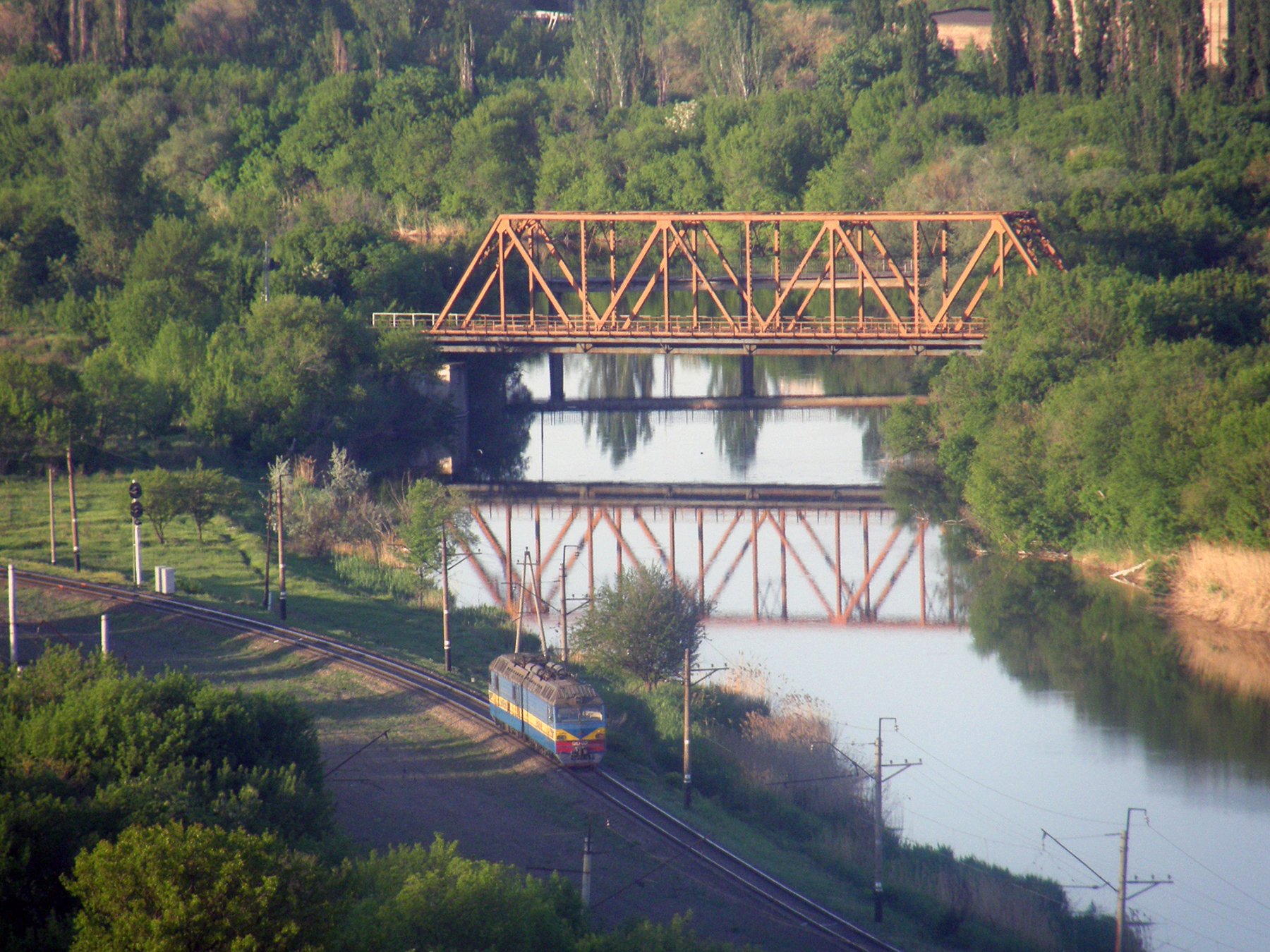
Мост через Казённый Торец
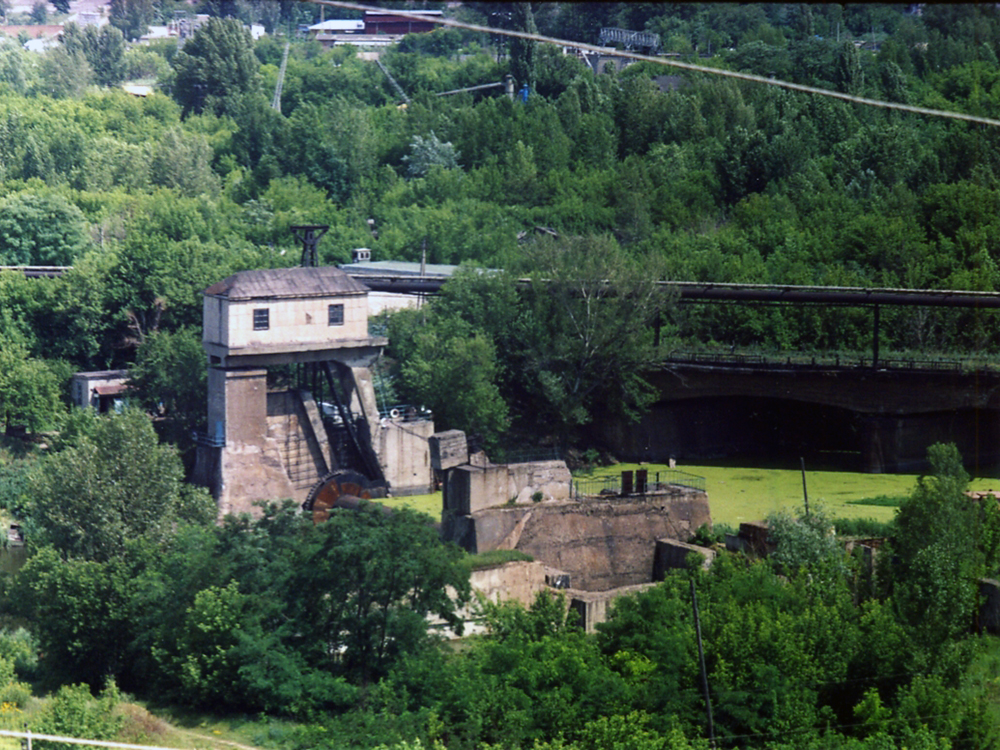
Гребля на реке Казённый Торец

В городе 7467 светильников (2009 г.).
Городская мусорная свалка (полигон ТБО) заполняется с 1956 г. в глиняном карьере между Красногоркой и Дружковкой. Ежегодно она увеличивается на 250—320 м³. Всего на начало 2008 г. размеры свалки были 14,7 млн м³ (объём), 2,7 млн т (масса), она занимала площадь в 15,77 га.

## Достопримечательности
- Первое отделение милиции — бывший особняк заместителя директора завода Краматорского металлургического общества Э. Протце.
- Частный дом с обсерваторией в Тихом переулке (1926 г.).
- Клуб «Цементник» (ул. Дмитрия Мазура).
- Бывший дворец культуры (театр) им. Пушкина, 1930-е гг., восстановлен в 1946 году.
- Дворец культуры имени Леонида Быкова (ул. Школьная), бывший Старокраматорского машиностроительного завода (архитекторы А. И. Дмитриев, В. А. Веснин, Л. А. Веснин и А. А. Веснин, И. И. Леонидов, 1925). 1928 — 6 ноября 1930 г., разрушен в 1941—1943 годы, перестроен в 1945—1946 годы.
- Дворец культуры Донмашстроя «Строитель» (1954 г.).
- Дворец культуры и техники НКМЗ на пл. Мира. Построен в 1950—1965 гг. по уникальному проекту архитектора Д. М. Баталова.
- Кафе «Замок» — здание кафе, построенное в форме средневекового замка (1983 г.) (не действует).
- Здание бывшего кинотеатра Эра — первого кинотеатра в Краматорске.
- Мамонтовский дом, или дом, с которого начался Краматорск — первый двухэтажный дом в городе (руины).
- Завод Эдгара Адельмана является первым промышленным предприятием на территории современного Краматорска.
- Дворянский дом Василия и Елизаветы Коршун.
- Дом выдающегося металлурга Михаила Курако.
- Особняк помещиков Бантышей.
- Лютеранская кирха.

Первое отделение милиции
Частный дом с обсерваторией
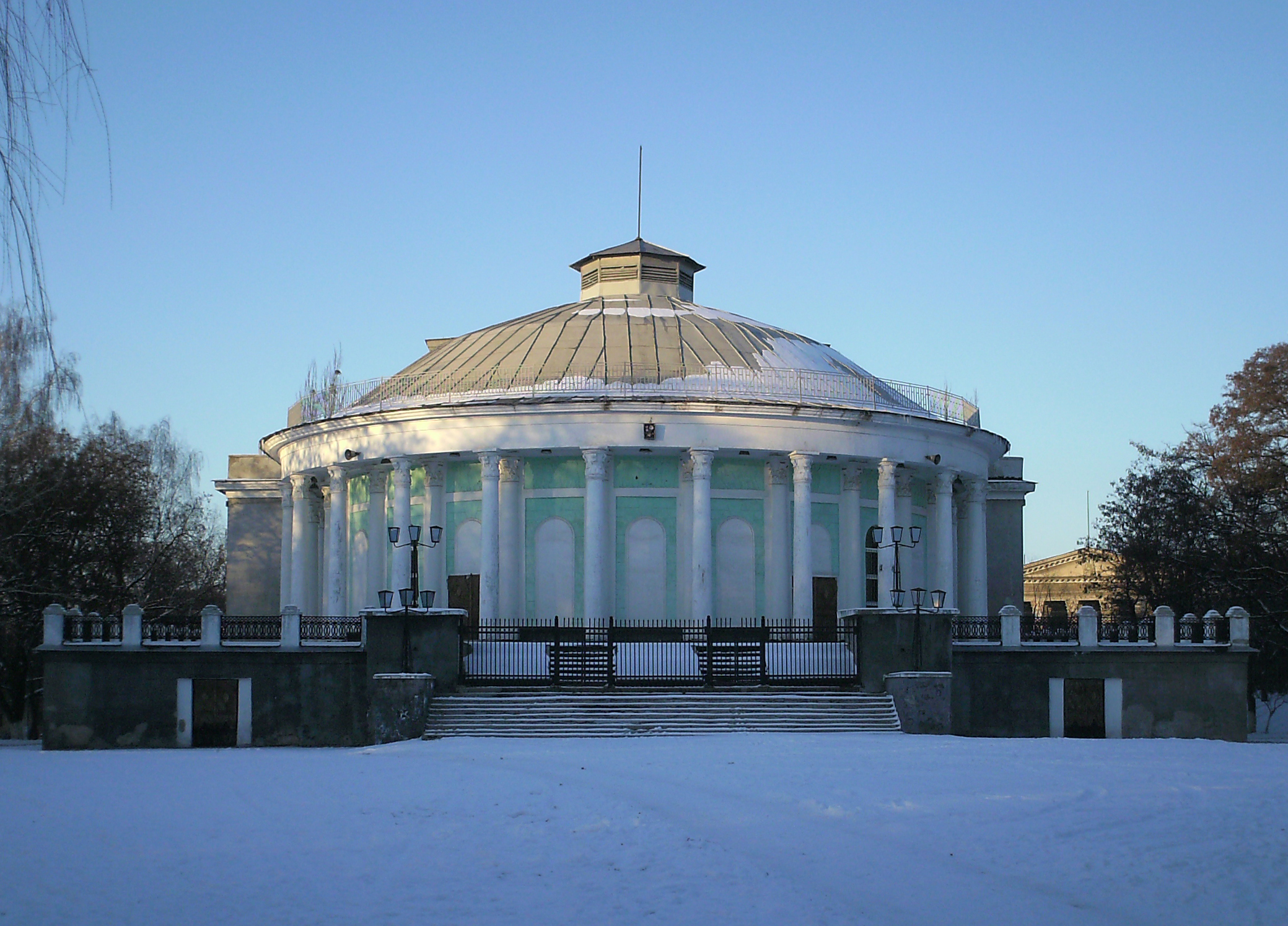
Дворец культуры им. Пушкина (на данный момент дом молитв).
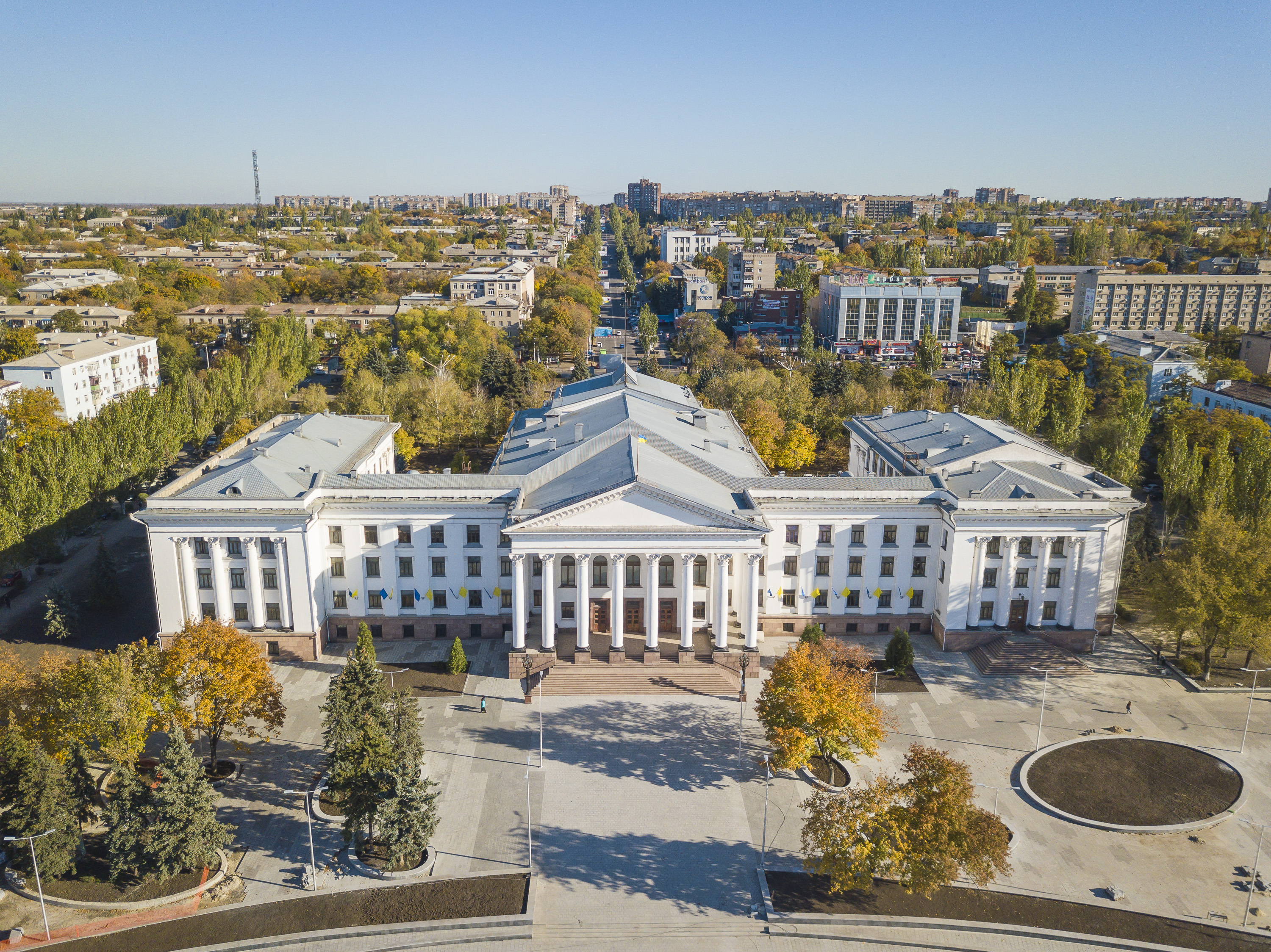
Дворец культуры и техники НКМЗ
Клуб «Цементник»
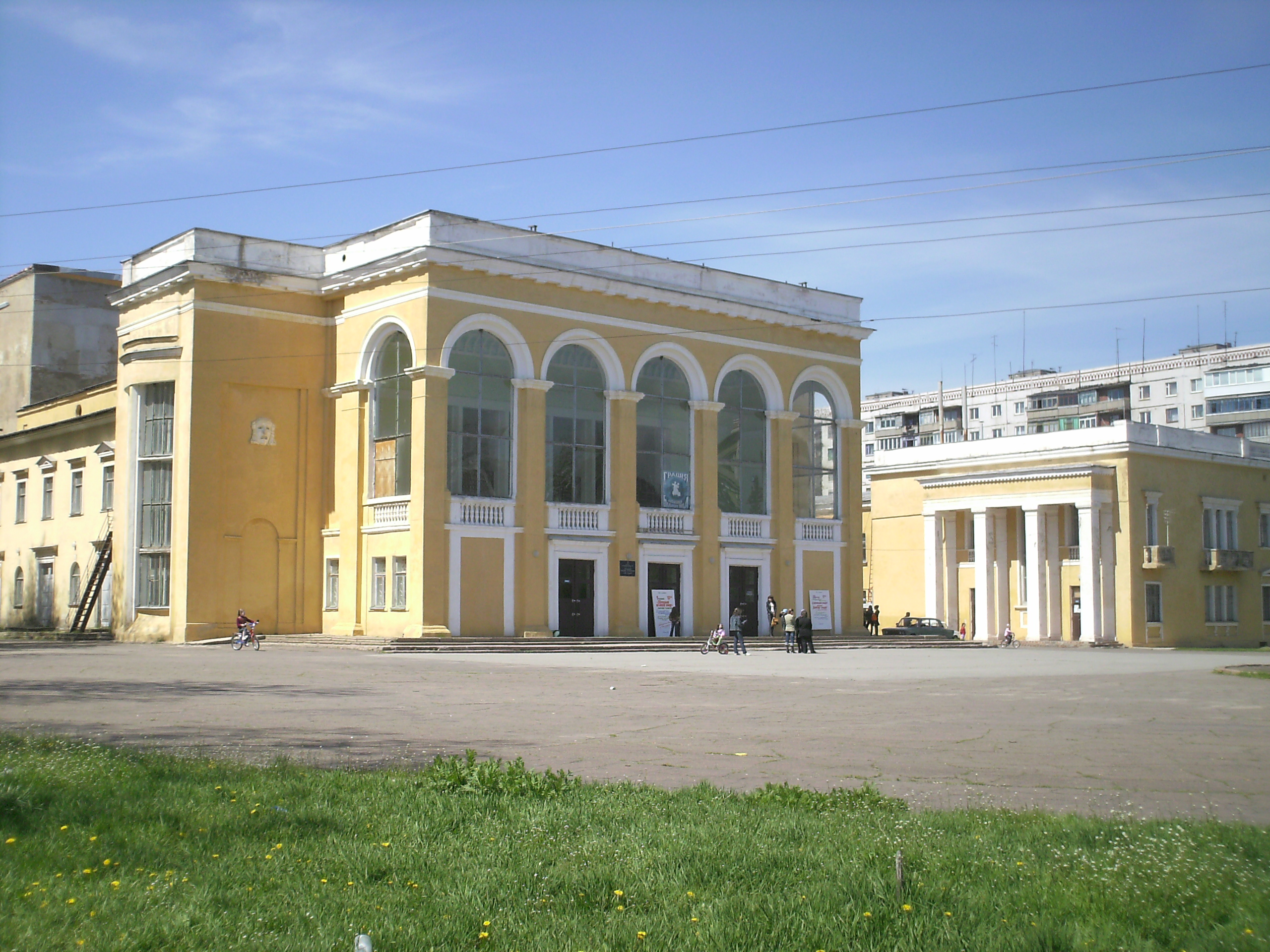
Дворец культуры им. Леонида Быкова
Дворец культуры «Строитель»

## Памятники
В городе больше 40 монументов.

## Здравоохранение
В городе 18 лечебно-профилактических заведений, в которых работает 634 врача и 1750 человек среднего медперсонала. Обеспеченность больничными койками составляет 85,7 на 10 тысяч жителей, всего в распоряжении больниц 1730 коек. Занятость одного койко-места составляет 338,5 дня (2007 г.).
Основные причины смертности населения: заболевания органов кровообращения (75,8 % от общего числа умерших по городу), новообразования (17,4 %), болезни органов пищеварения (2,9 %). Среди причин смертности трудоспособного населения на первом месте — новообразования.
Показатель смертности детей первого года жизни из расчёта на 1000 рождённых составлял: в 2005 г. — 11,6; 2006 — 12,7; 2007 — 10,7. (Показатель по области — более 13,9).
С 1996 года по ноябрь 2008 года в городе выявлено 836 ВИЧ-положительных, из них 88 — дети. Диагноз СПИД поставлен 179 инфицированным. За это время в городе умерло 229 ВИЧ-инфицированных, из них по причине СПИДа — 136. 91,6 % инфицированных лица возрастом от 18 до 49 лет. За последний год снизилось количество заражений через кровь (с 49 % до 45 %) и увеличилось инфицирование половым путём (с 41 % до 45 %).

Больница № 2
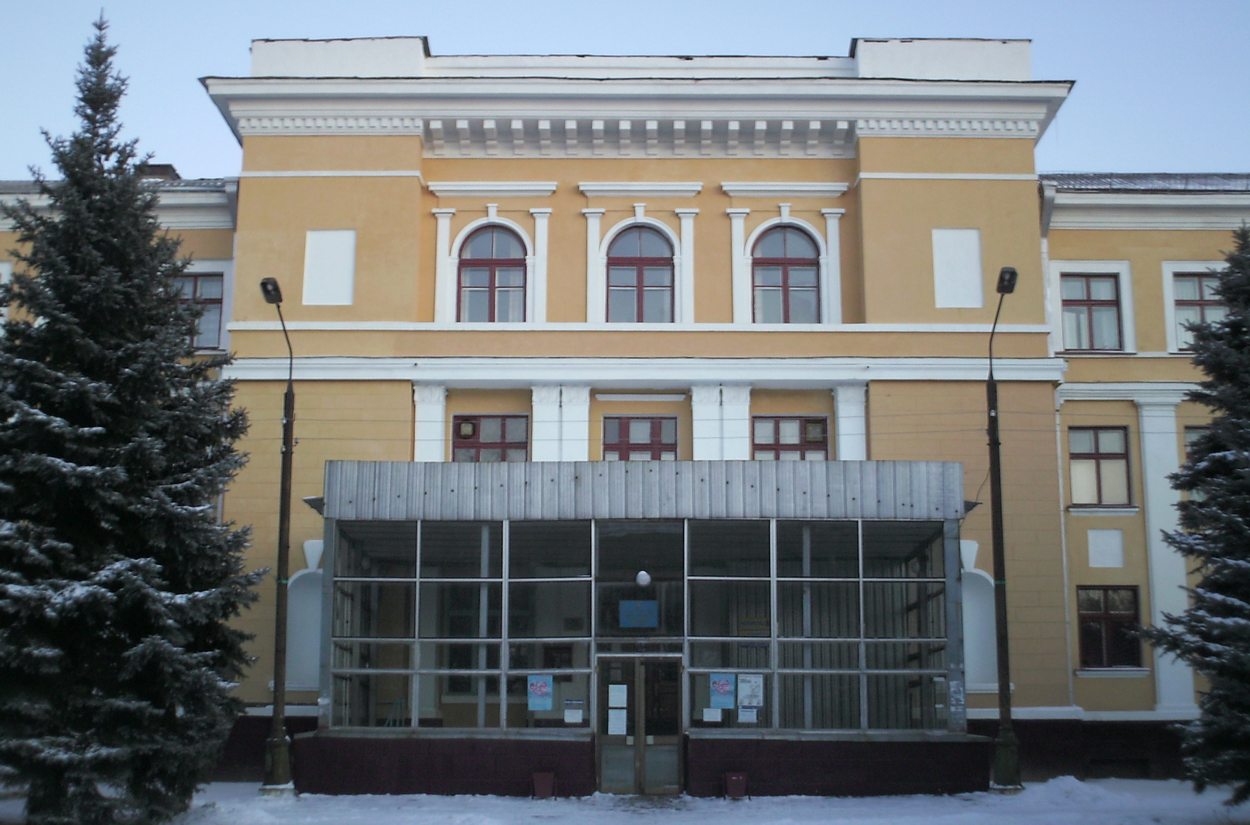
Поликлиника № 3
Травматологическое (спереди) и кардиотерапевтическое (позади) отделения больницы № 3
Санаторий-профилакторий НКМЗ, 1959 (не действует)
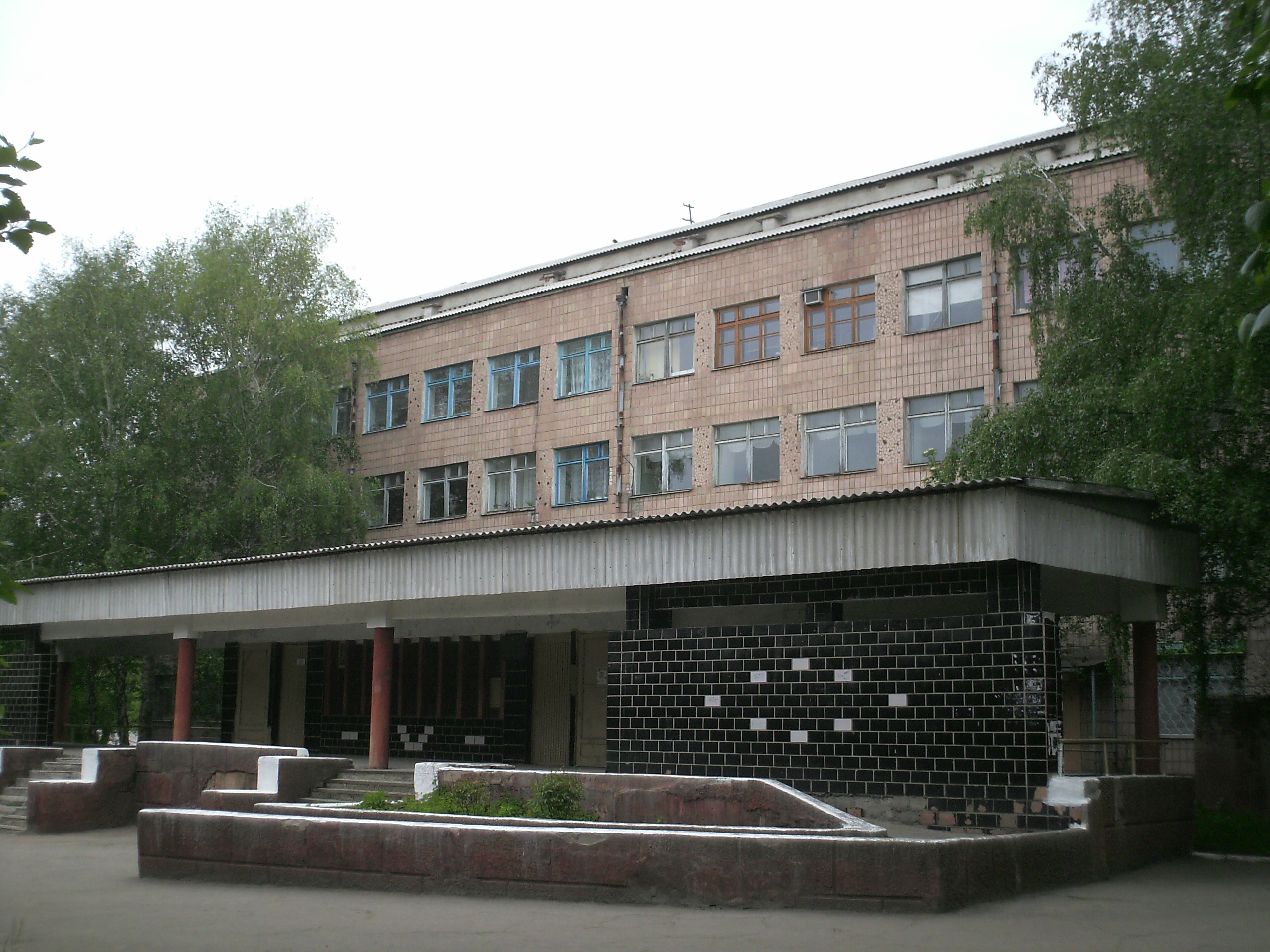
Детская поликлиника № 3

## Образование
- Высшие учебные заведения
  - Донбасская государственная машиностроительная академия (ДГМА)[51],
  - Донбасский институт техники и менеджмента (ДИТМ)[52],
  - Донецкий национальный медицинский университет им. М. Горького[53],
  - Донбасская национальная академия строительства и архитектуры[54].
- Средние специальные учебные заведения
  - Машиностроительный колледж[55],
  - Технологический техникум,
  - Краматорский колледж Донецкий национальный университет экономики и торговли имени Михаила Туган-Барановского[56].
- Профессионально-технические училища
  - Высшее профессиональное училище[57] (№ 14),
  - Высшее профессиональное строительное училище (№ 28),
  - Высшее профессиональное торгово-кулинарное училище (№ 42),
  - Центр профессионально-технического образования (№ 47),
  - Высшее профессиональное металлургическое училище (№ 123).

- Общеобразовательные школы — в 2017—2018 учебных годах в 28 школах города 13 933 ученика, 1207 педагогов.

| общеобразовательные школы | общеобразовательные школы      | общеобразовательные школы       | общеобразовательные школы |
| школа                     | адрес                          | количество учеников (2017/2018) |                           |
| ------------------------- | ------------------------------ | ------------------------------- | ------------------------- |
| № 1                       | улица Радужная, 13             | 363                             |                           |
| № 2                       | улица Остапа Вишни, 15         | 473                             |                           |
| № 3                       | улица Надежды Курченко, 19     | 721                             |                           |
| № 4                       | улица Дворцовая, 48А           | 763                             |                           |
| № 5                       | улица Василия Стуса, 40        | 414                             |                           |
| № 6                       | улица Большая Садовая, 71      | 900                             |                           |
| украинская гимназия       | улица Архангельская, 11        | 392                             |                           |
| № 8                       | улица Дворцовая, 57А           | 586                             |                           |
| № 9                       | бульвар Краматорский, 17       | 613                             |                           |
| № 10                      | улица Хабаровская, 40          | 802                             |                           |
| № 11                      | улица Триумфальная, 9          | 343                             |                           |
| № 12                      | улица Василия Стуса, 19        | 386                             |                           |
| № 15                      | улица Маяковского, 19          | 261                             |                           |
| № 16                      | улица Леонида Быкова, 7        | 497                             |                           |
| № 17                      | улица Благодатная, 80          | 446                             |                           |
| № 18                      | улица Олега Кошевого, 18       | 306                             |                           |
| № 19                      | улица Ольги Кобылянской, 1     | 275                             |                           |
| № 20                      | улица Танкистов, 112           | 423                             |                           |
| № 21                      | улица Левобережная, 352        |                                 |                           |
| № 22                      | улица Дворцовая, 3             | 699                             |                           |
| № 23                      | улица Михаила Горяинова, 45А   | 410                             |                           |
| № 24                      | улица Богдана Хмельницкого, 28 | 410                             |                           |
| № 25                      | улица Богдана Хмельницкого, 25 | 798                             |                           |
| № 26                      | улица Софийская, 128           | 461                             |                           |
| № 30                      | улица Волховская, 1            | 390                             |                           |
| № 31                      | улица Катерини Белокур, 14     | 394                             |                           |
| № 32                      | улица Волгодонская , 22        | 397                             |                           |
| № 33                      | улица Белгородская, 95         | 213                             |                           |
| № 35                      | улица Юбилейная, 46            | 891                             |                           |

- Детские сады — в 2008 году в 34 детских садах было 5038 детей.

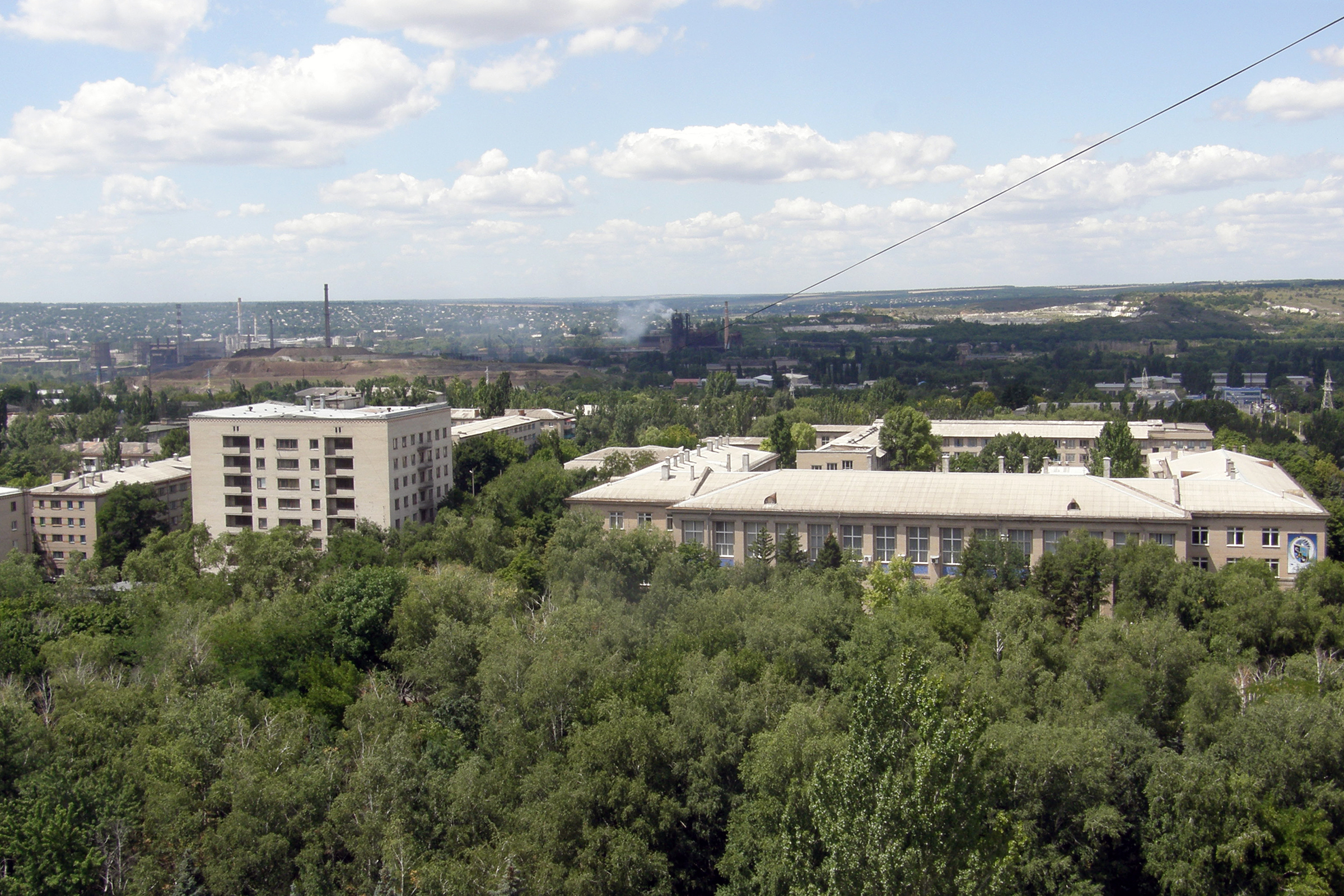
Машиностроительная академия
Машиностроительный колледж
Училище № 14
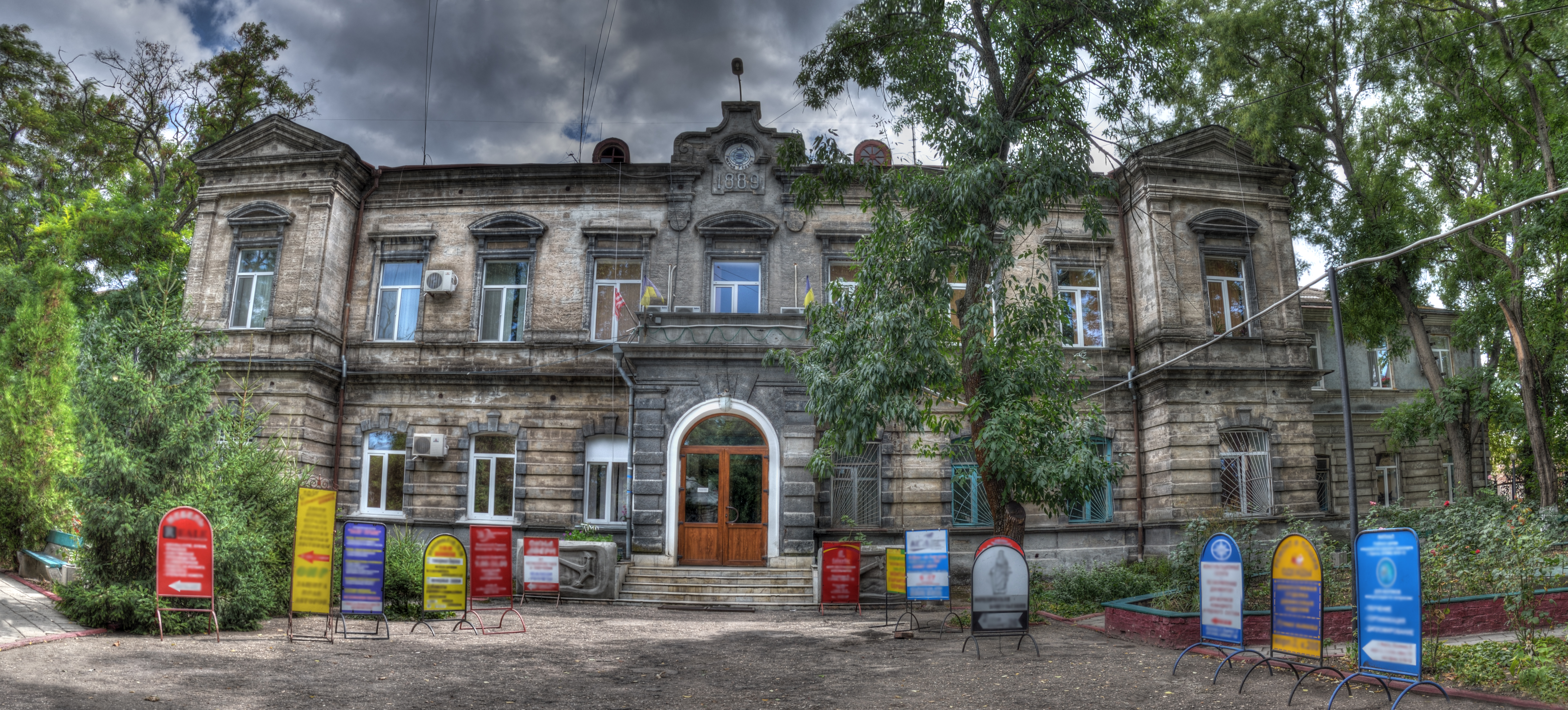
Детский приют
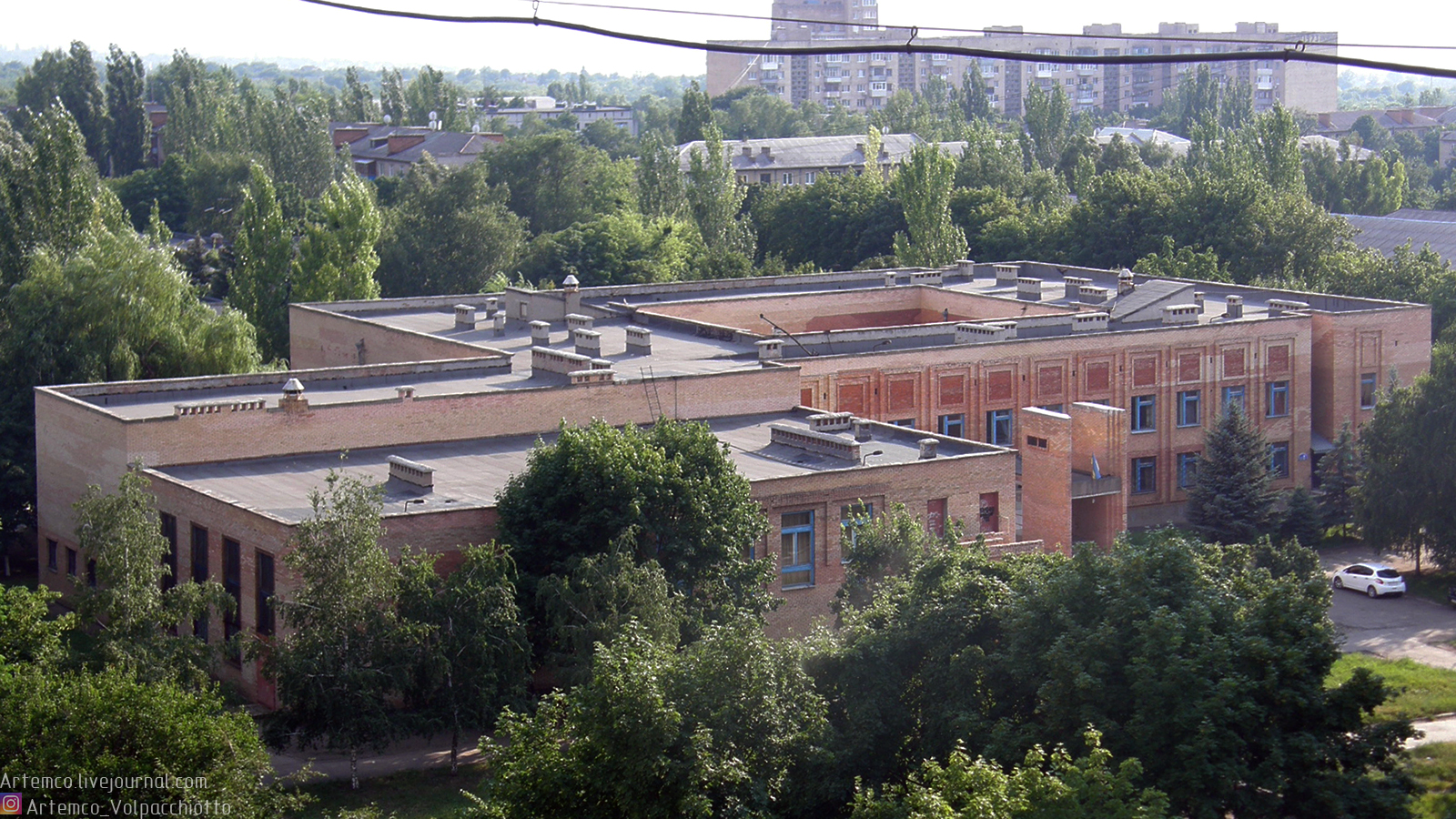
Детская школа искусств № 1
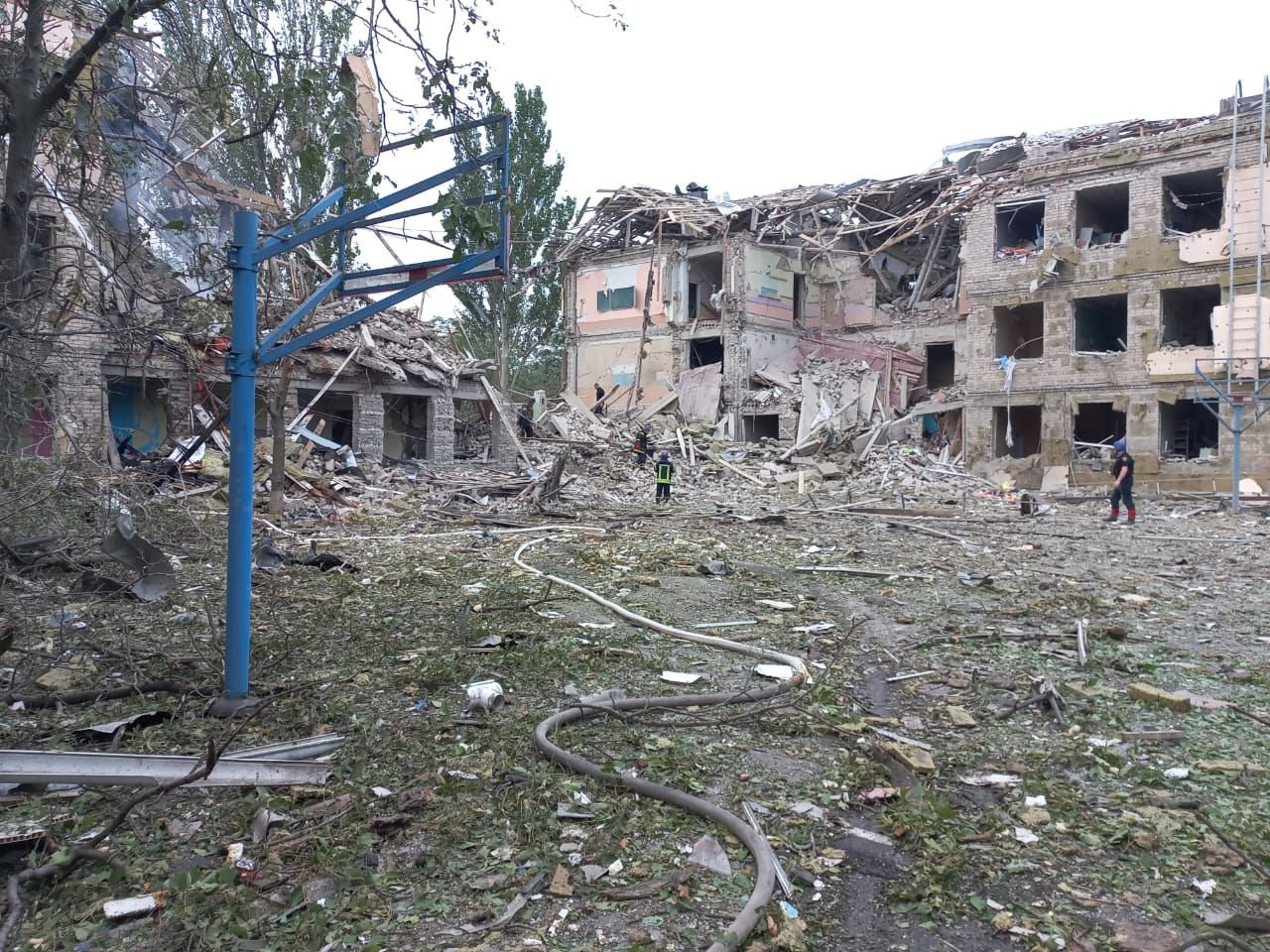
Школа, разрушенная российским обстрелом в ночь на 21 июля 2022 года

## Культура
В Краматорске 3 школы искусств, 1 художественная школа, Централизованная система публичных библиотек (Центральная городская публичная библиотека им. М. Горького, Детская центральная библиотека им. А. Пушкина и 13 библиотек-филиалов), а также 16 клубов и домов культуры:
- ДК и Т НКМЗ,
- Городской (с 2000 г.) дворец культуры,
- Городской (с 1998 г.) дворец культуры «Строитель»,
- Клуб «Цементник»,
- Донецкий областной шахматный клуб имени А. В. Момота,
- Краматорский шахматный клуб,
- Центр внешкольной работы (Дом пионеров),
- Музеи:
  - истории города Краматорска;
  - Краматорский художественный музей;
  - Музеи предприятий:
    - НКМЗ
    - СКМЗ
    - КЦЗ «Пушка»
    - Музей истории ДГМА
- Аэроклуб имени Леонида Быкова[58],
- Краматорский городской фотоклуб «ЮРИС».

Дворец культуры «Строитель» (
Клуб «Цементник»
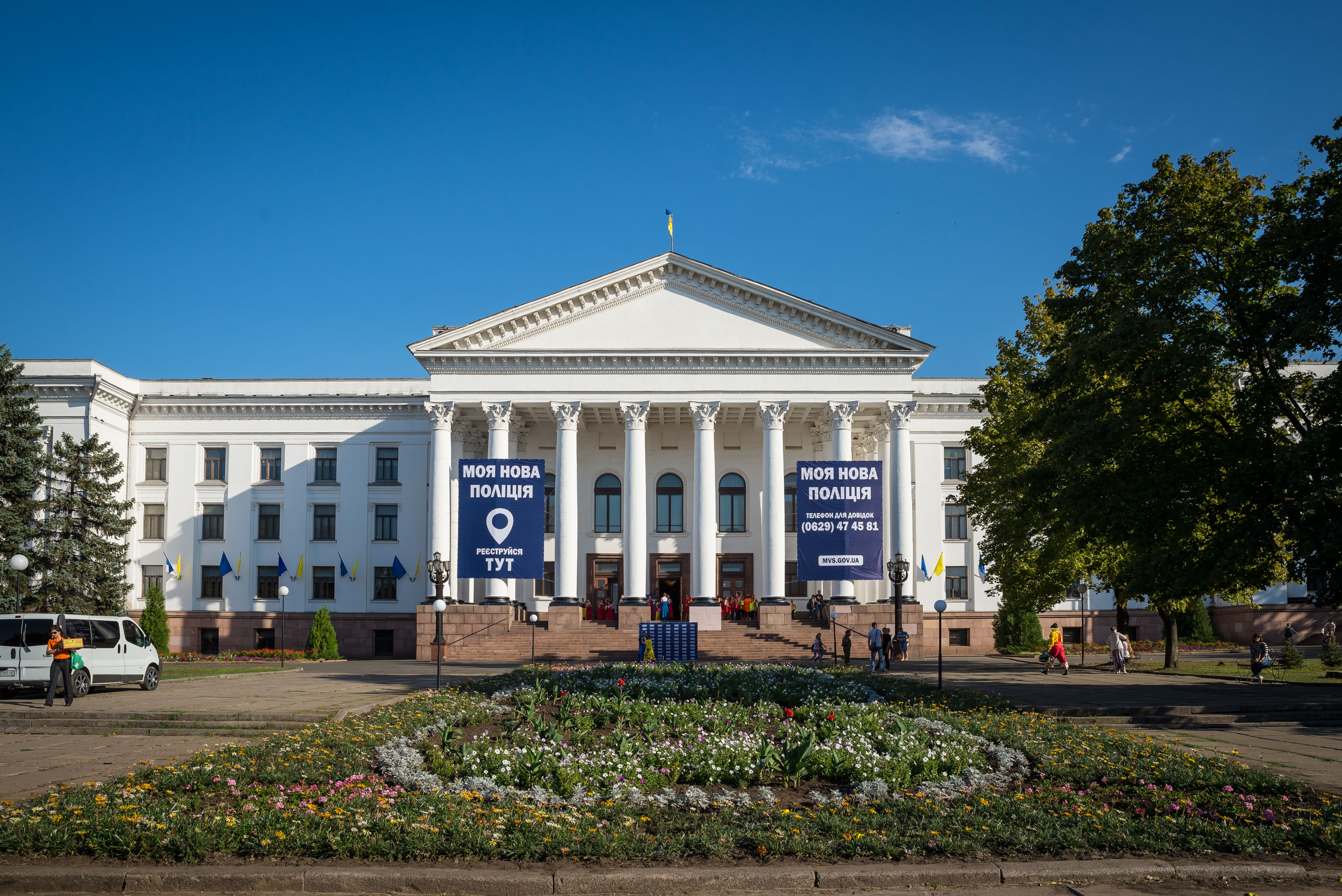
Дворец культуры и техники НКМЗ
Городской музей
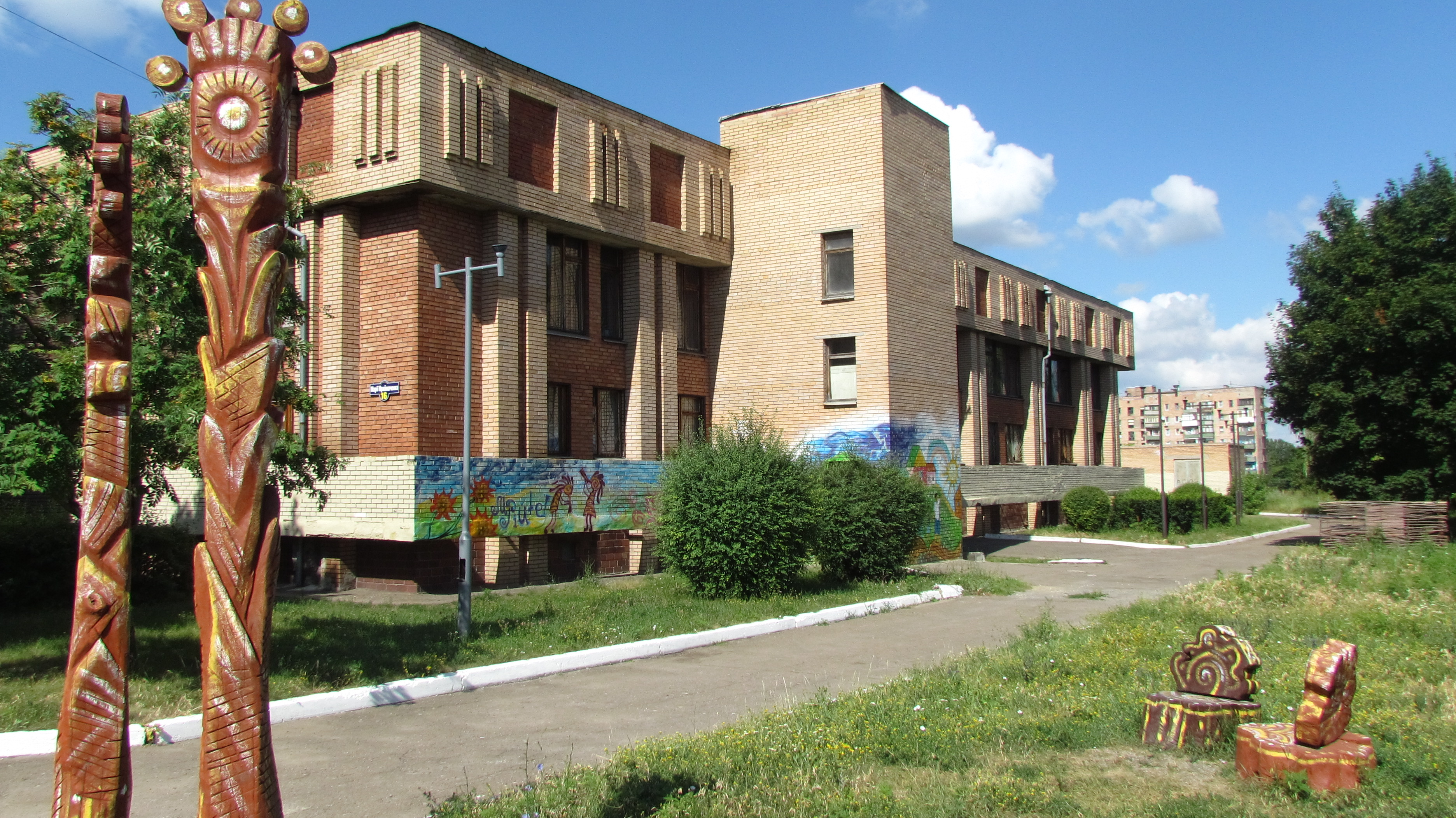
Центральная городская публичная библиотека
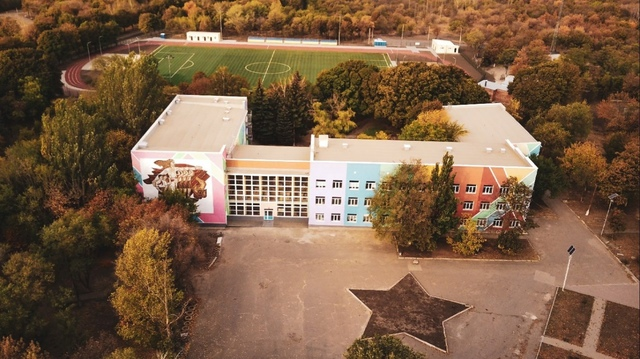
Центр внешкольной работы

### День города
День города празднуют в последнее воскресенье сентября.

## Спорт

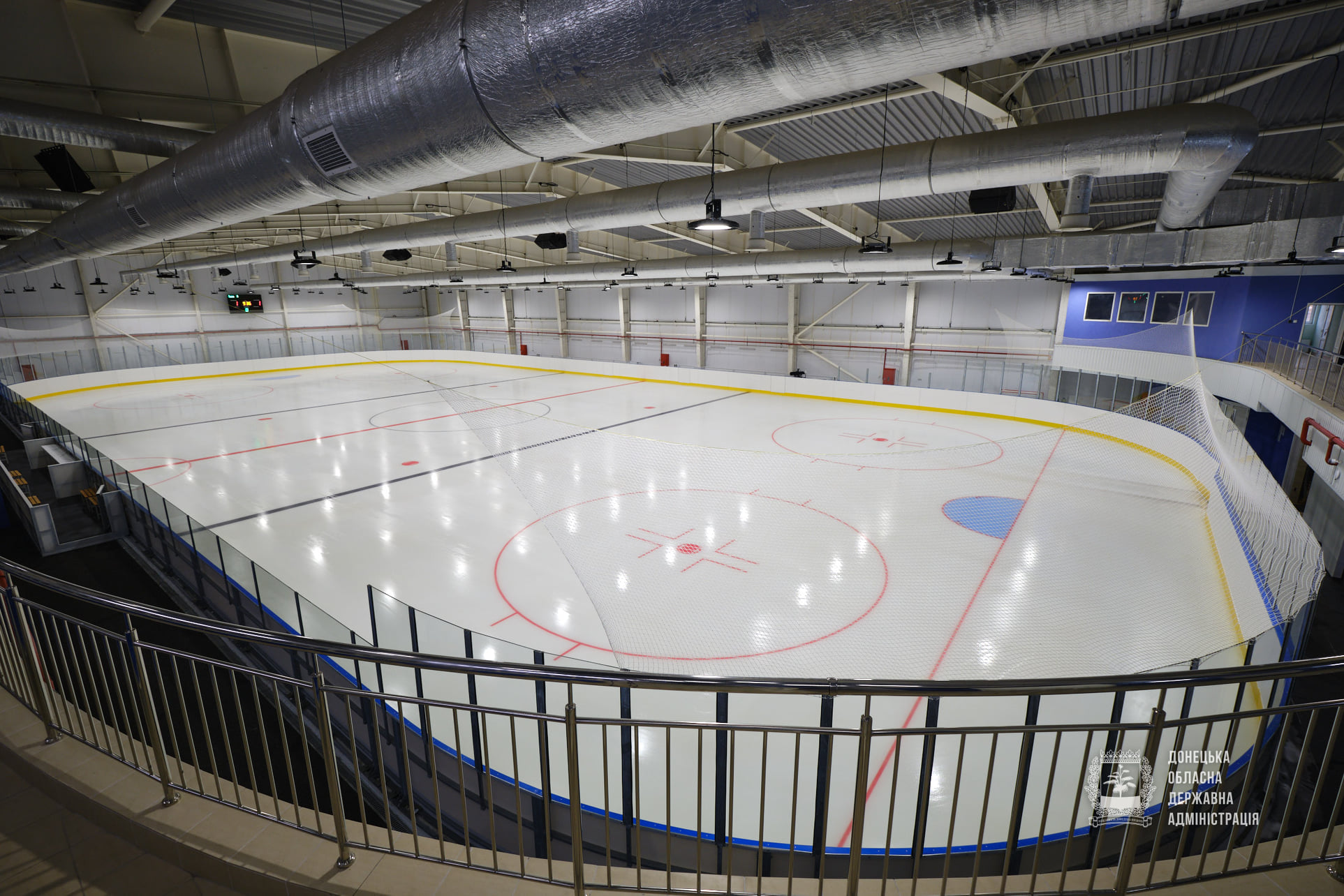
Ледовая арена

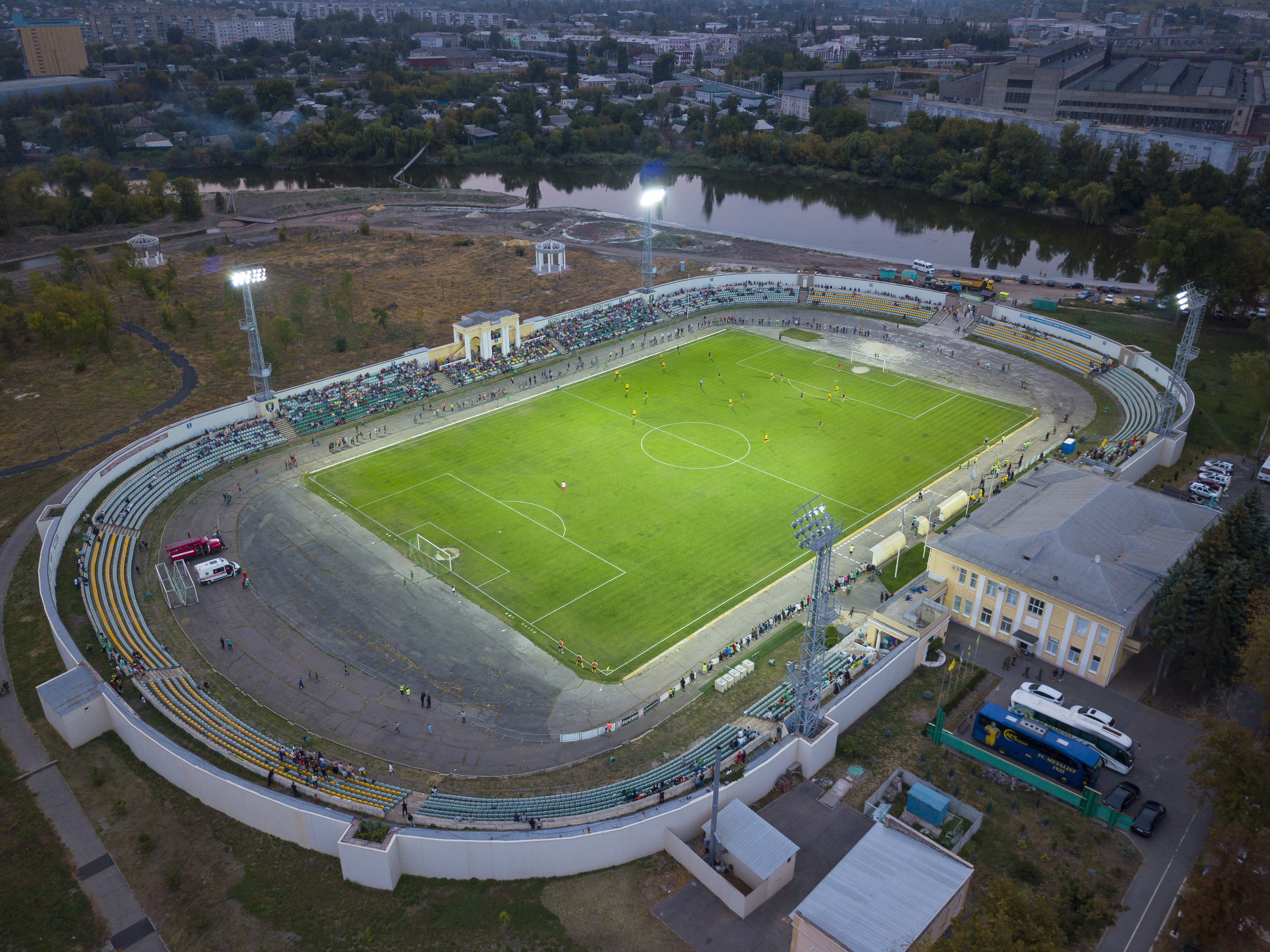
Стадион «Прапор»

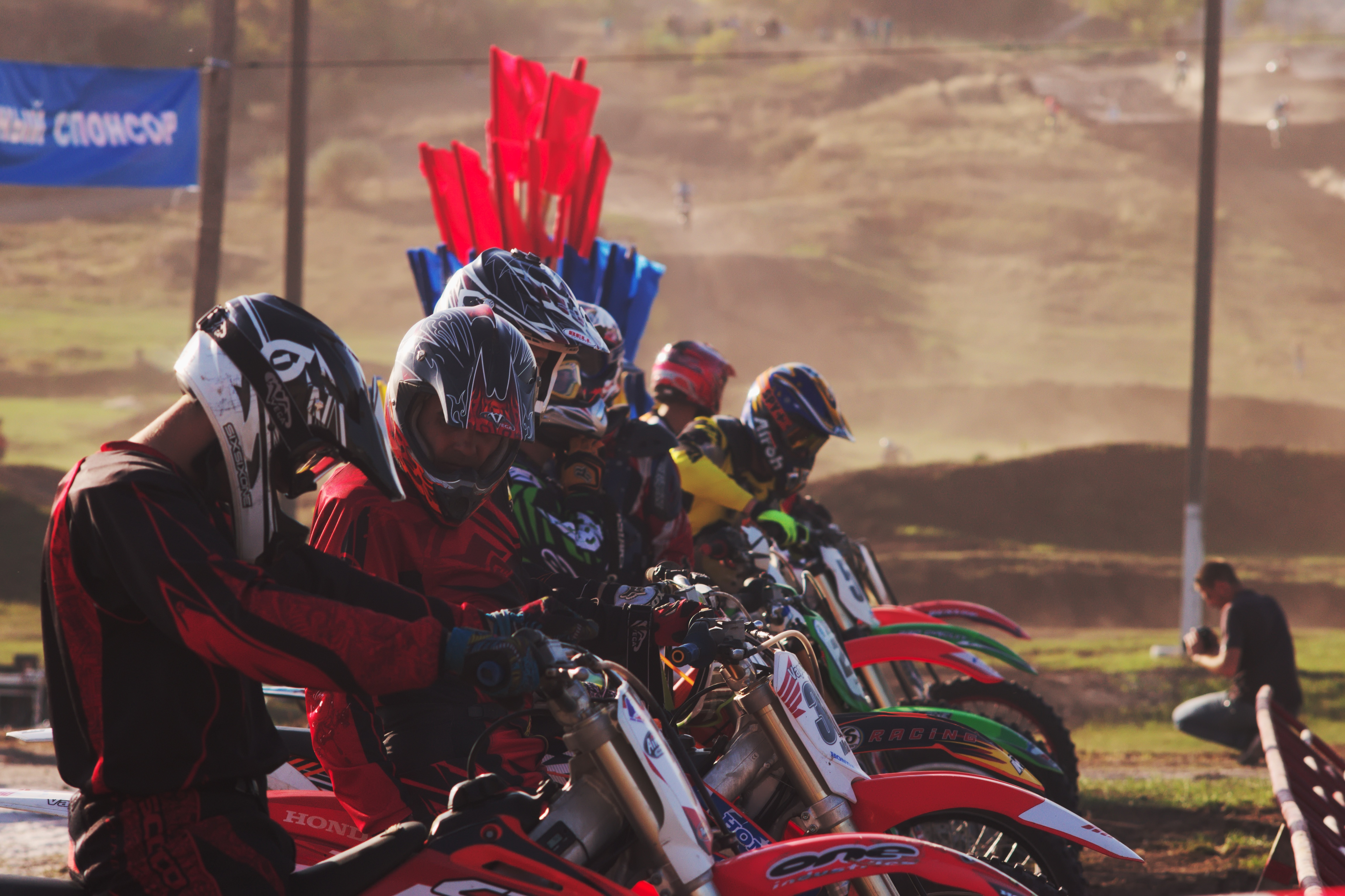
Мотокросс в Кутовой балке

Первое спортивное общество появилось в 1912 году.
В городе два стадиона: «Блюминг» (1937, 1956 г., принадлежит НКМЗ) в парке Пушкина с трибунами на 8055 человек, и стадион «Прапор» в саду Бернацкого (1936, 1968 г., принадлежит СКМЗ) на 6000 зрителей.
Также в саду Бернацкого построен самый большой в Украине крытый футбольный павильон.
На стадионе «Прапор» выступала футбольная команда «Краматорск». Также ранее в городе базировался клуб ВВС.
В Краматорске два плавательных бассейна — во дворце культуры НКМЗ (1963 г., первый в Донецкой области) и в спорткомплексе ПТУ № 28.
Ежегодно в сентябре на День города проводится мотокросс Кутовой балке.
В 2021 году была официально открыта новая ледовая арена.
С июля 2021 года в городе находятся 2 хоккейные команды — «Краматорск» и «Донбасс».

## Парки, скверы
В городе три крупных парка:
- Юбилейный парк, площадь 100 га;
- Сад Бернацкого, площадь 55 га, основан как городской сад в 1897 г., с 1927 — парк имени Ленина, с 2016 года — сад Бернацкого; 55 га[62];
- Парк Пушкина, 1933—1934, 1970 г, площадь 25 га.

Также есть:
- Сквер Героев (в нём расположен дом культуры им. Леонида Быкова).
- Строится набережная вдоль реки Казённый Торец, в парке «Сад Бернацкого».

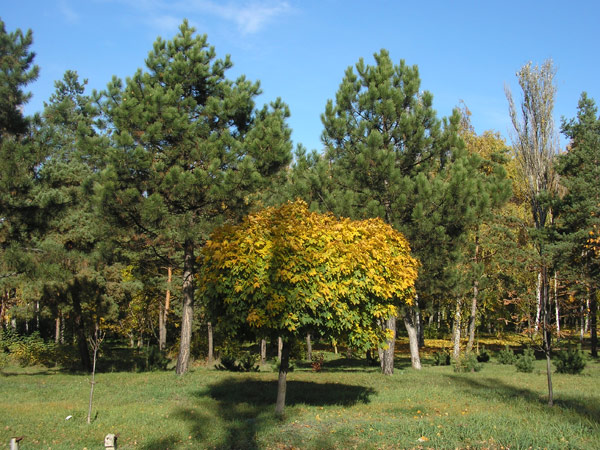
Юбилейный парк
Вход в парк Пушкина от бульв. Машиностроителей и ул. Дружбы
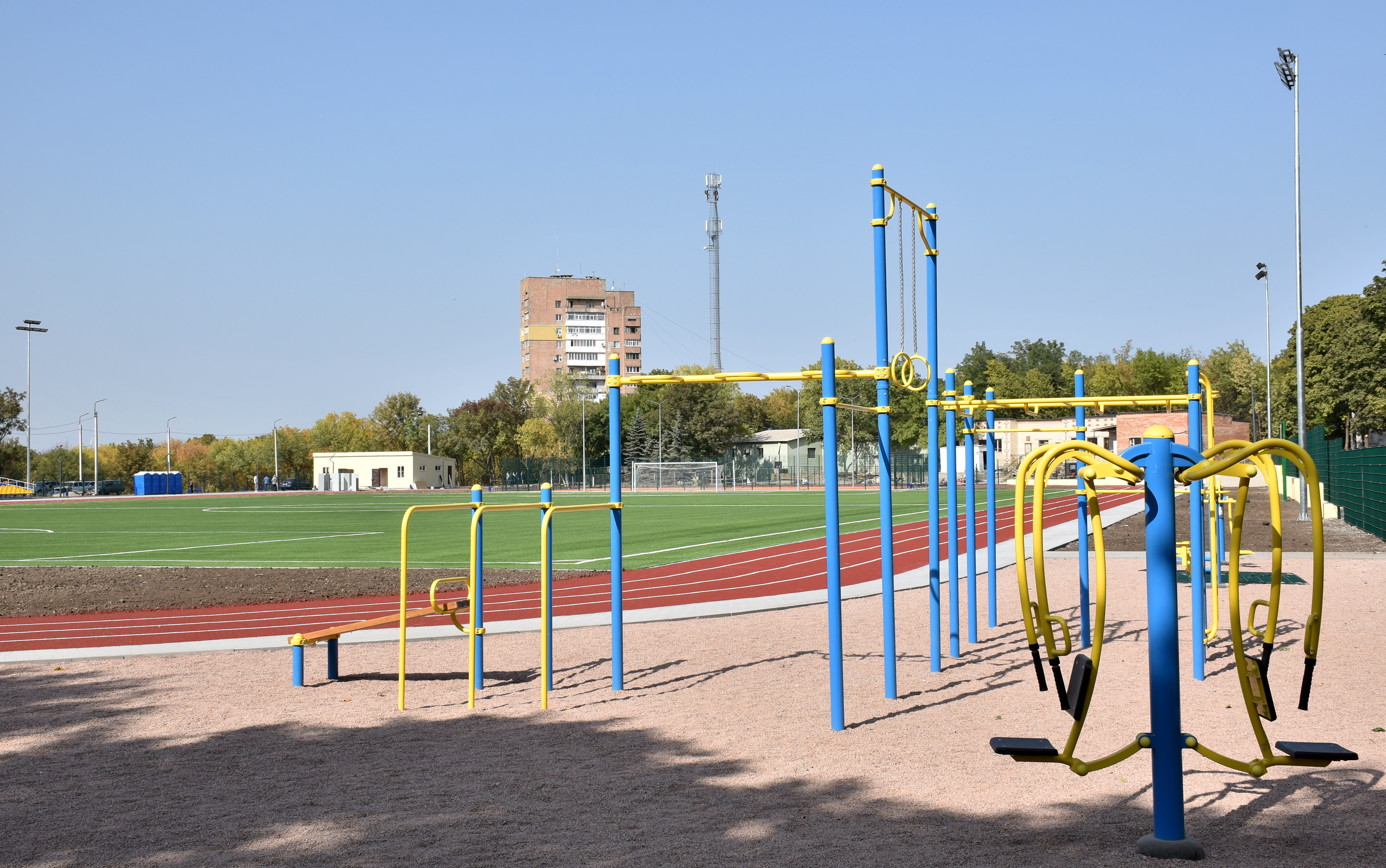
Новый стадион на Парковой ул.
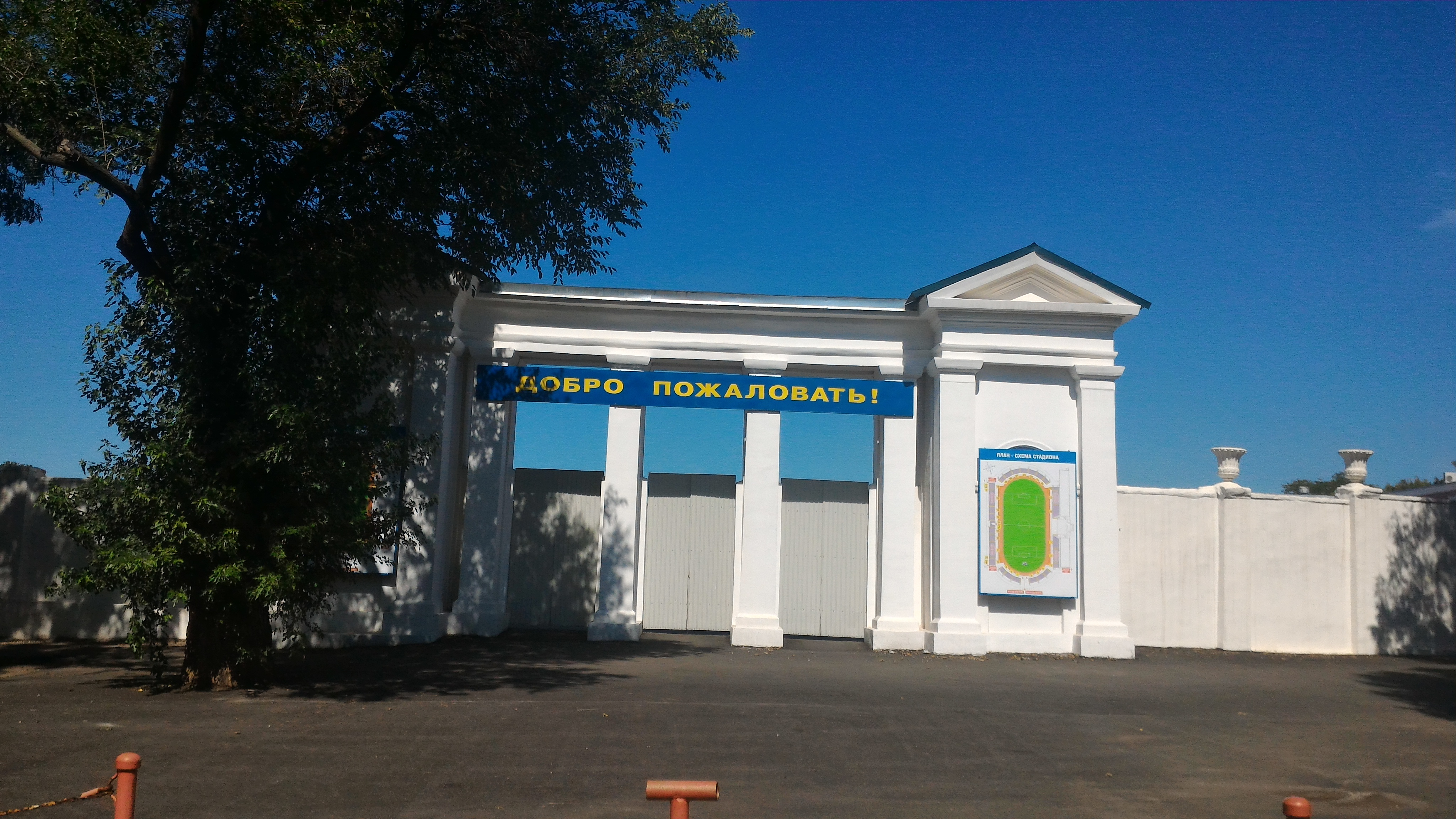
Вход на стадион «Блюминг» в парке Пушкина
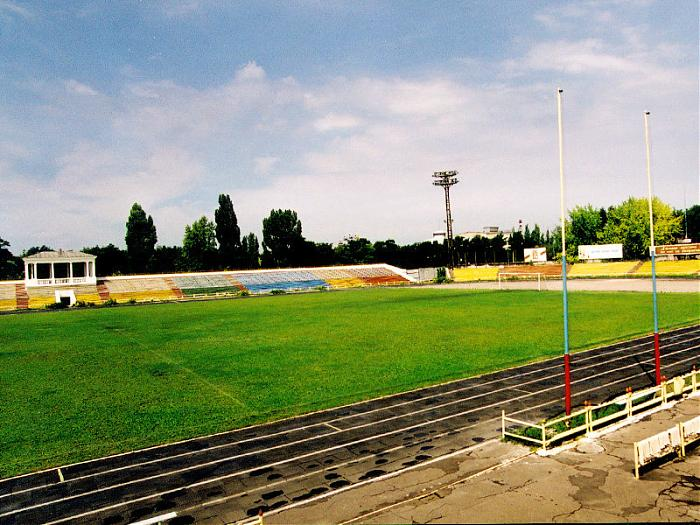
Стадион «Блюминг»
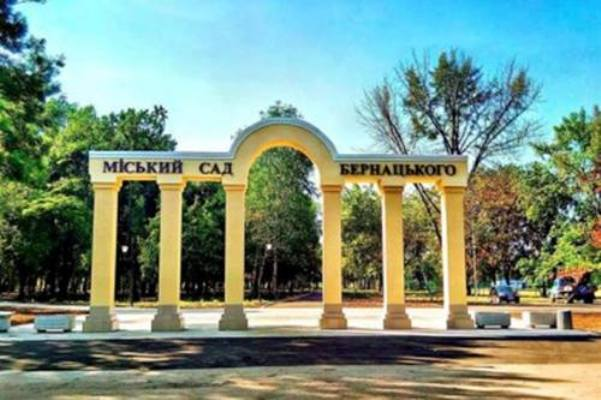
Сад Бернацкого

## Средства массовой информации
Первая краматорская газета вышла в свет на Краматорском заводе металлургического общества в 1923 и называлась «Краматорская домна». Стенгазету печатали на пишущей машинке в единственном экземпляре. Выходила она с периодичностью один раз в месяц.
В 1925 году «Домна» стала выходить тиражом в 25 экземпляров 2 раза в месяц. Теперь её печатали на шапирографе и развешивали на видных местах в цехах завода. Первая печатная газета появилась вслед за пуском домны № 2 «bis» в 1927 году. Тираж первого номера составил 500 экземпляров. Его отпечатали в Артёмовске (Бахмуте) и доставили на завод в Краматорск. Последний номер «Домны» увидел свет 12 сентября 1930 года, а 19 сентября вышел первый номер «Краматорской правды» тиражом 6000 экземпляров.
В городе зарегистрировано около 70 периодических изданий, в том числе следующие газеты, имеющие тираж:
- «Восточный проект» — 18 000
- «Новости Привет» — 10 750
- «Поиск» — 9050
- «Технополис» — 7000
- «СКЭТ» — 6000
- «Общежитие» — 5420
- «Краматорская правда» — 5200
- «Школьный вестник» — 2500
- «Вестник НКМЗ» — 1500

## Города-побратимы
- Перечин (Украина) — 27 мая 2023[65].
- Стамфорд (США) — 10 апреля 2023 года, к годовщине трагических событий на железнодорожной станции Краматорск, глава городской военной администрации Александр Гончаренко и мэр Стамфорда Каролин Симмонс подписали меморандум об установлении между городами отношения городов-побратимов[66].

## Храмы
В городе существуют православные и протестантский храмы различных годов постройки.
Православие
- Свято-Троицкий собор, парк Юбилейный
- Свято-Успенский храм, Беленькое
- Храм святой блаженной Ксении Петербургской, Беленькое
- Свято-Покровский храм, Старый Город, 1947—1948
- Храм Рождества Пресвятой Богородицы, Новый Свет, 1942
- Храм Рождества Иоанна Предтечи, Соцгород
- Свято-Николаевский храм, Шабельковка, 1788
- Свято-Александро-Невский храм, Красногорка, 2008
- Свято-Георгиевский храм, Ясногорка
- Свято-Почаевский храм, пос. Октябрьский, 2006
- Молитвенная комната в честь иконы «Всецарица» 2-й больницы
- Молитвенная комната в честь святителя Луки Крымского 1-й больницы
- Храм преподобного Сергия Радонежского, пос. Ивановка

Протестантизм
- Церковь Евангельских Христиан-баптистов «Голгофа», 1912

Церковь Ксении Петербургской
Покровская церковь
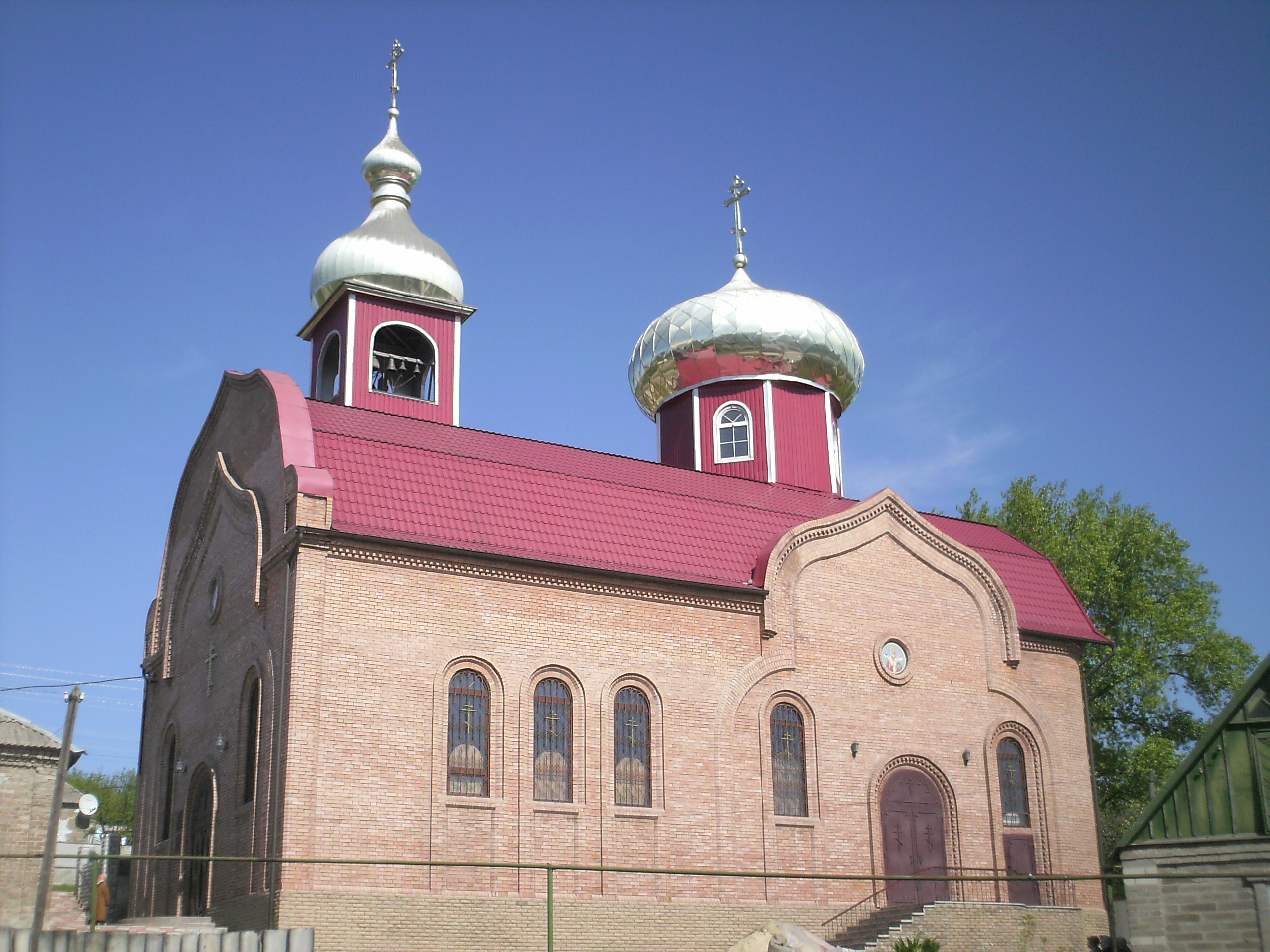
Церковь Рождества Богородицы
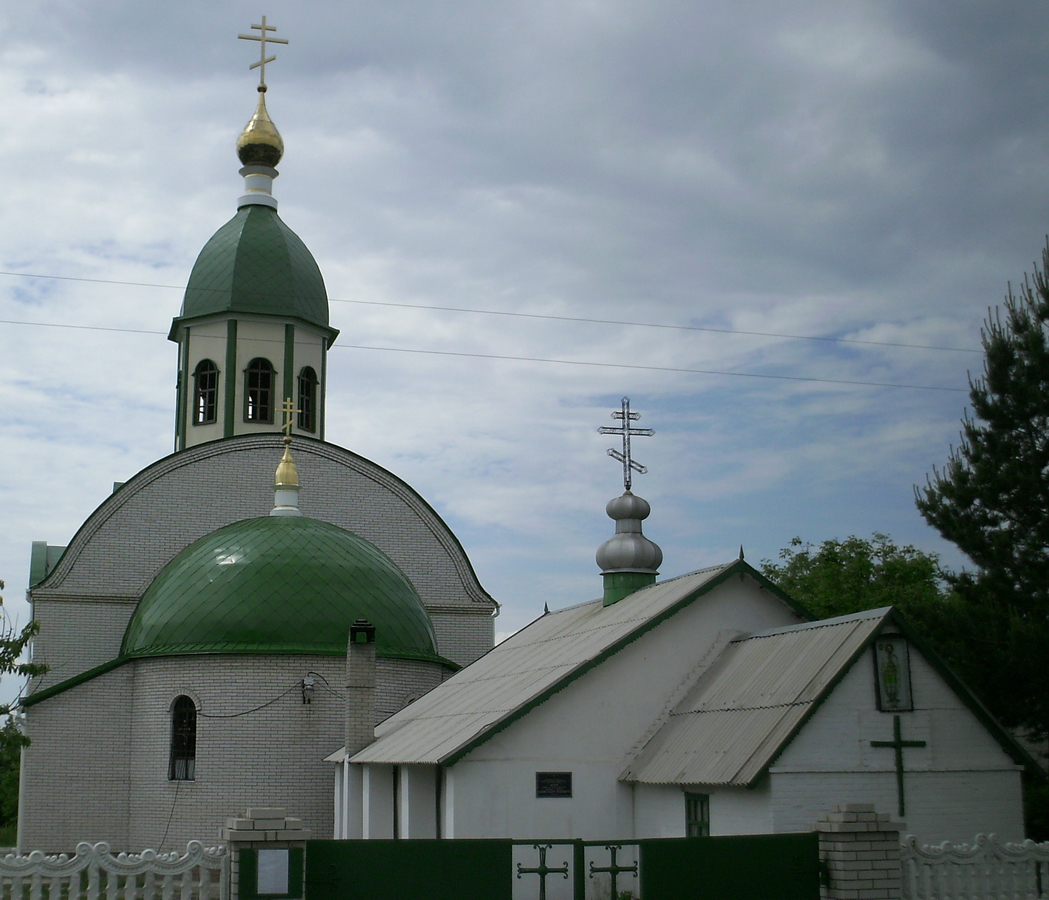
Церковь Александра Невского
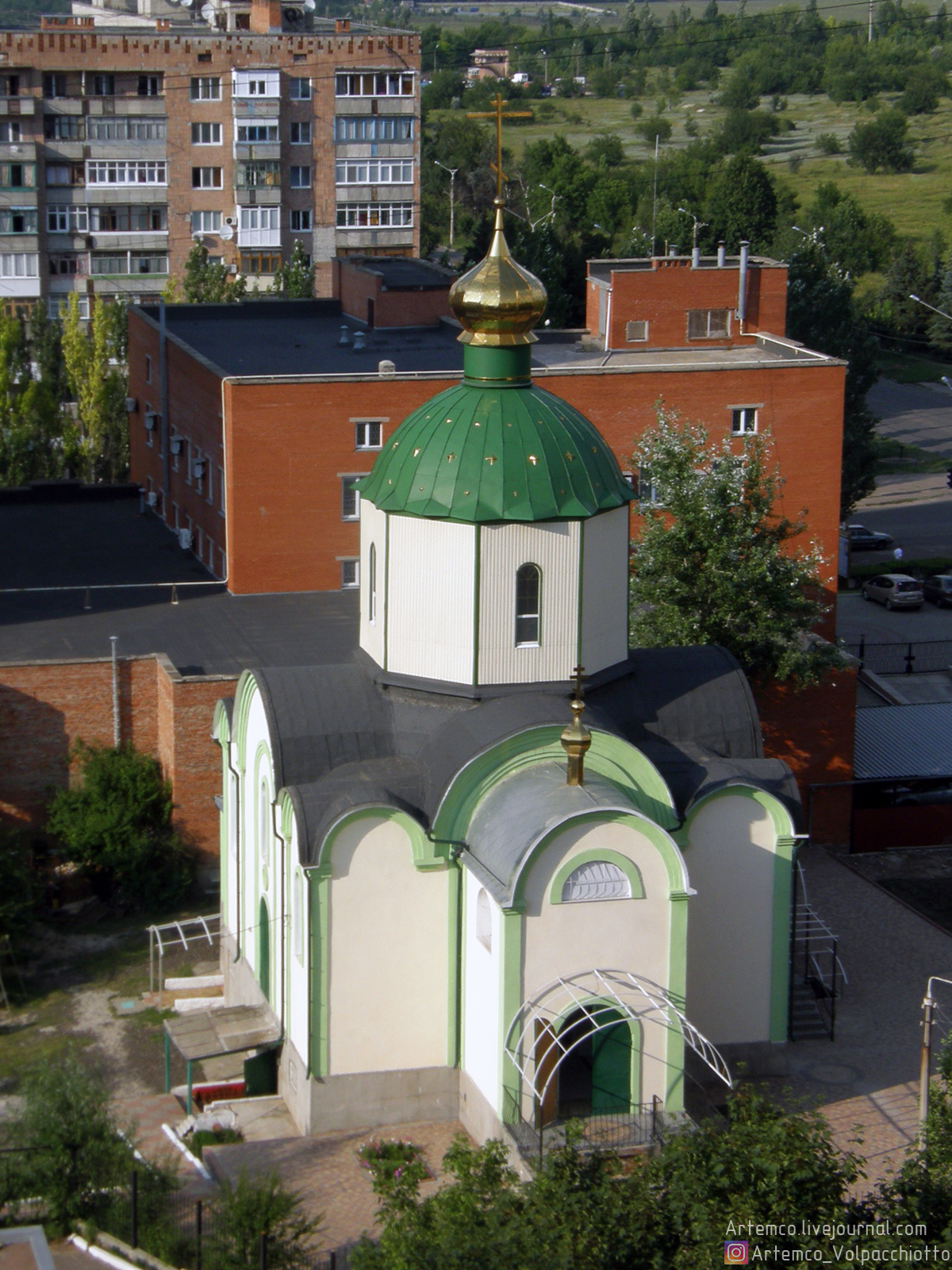
церковь Рождества Иоанна Предтечи в Соцгороде
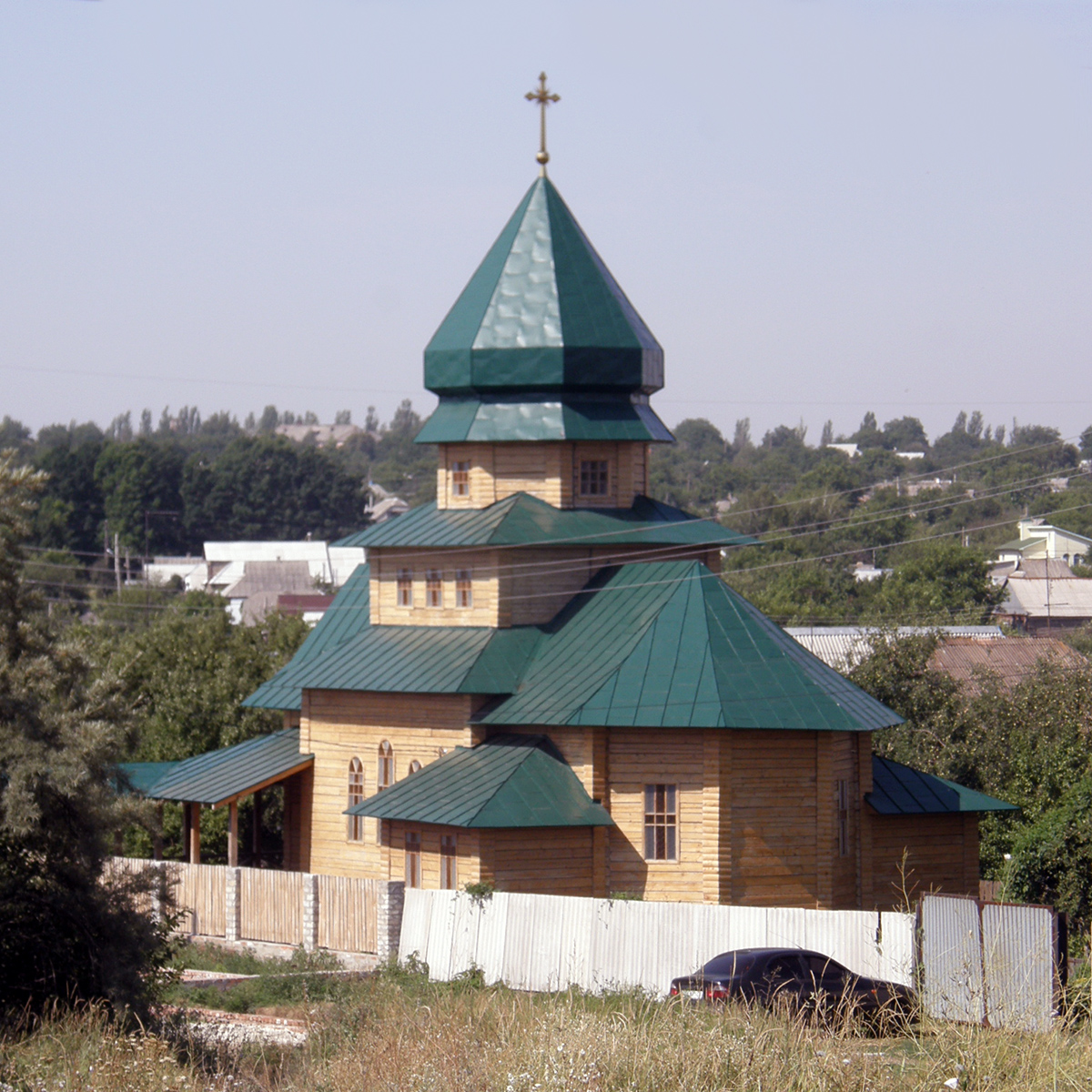
церковь святого пророка Ильи УГКЦ на Новом Свете / Весёлом
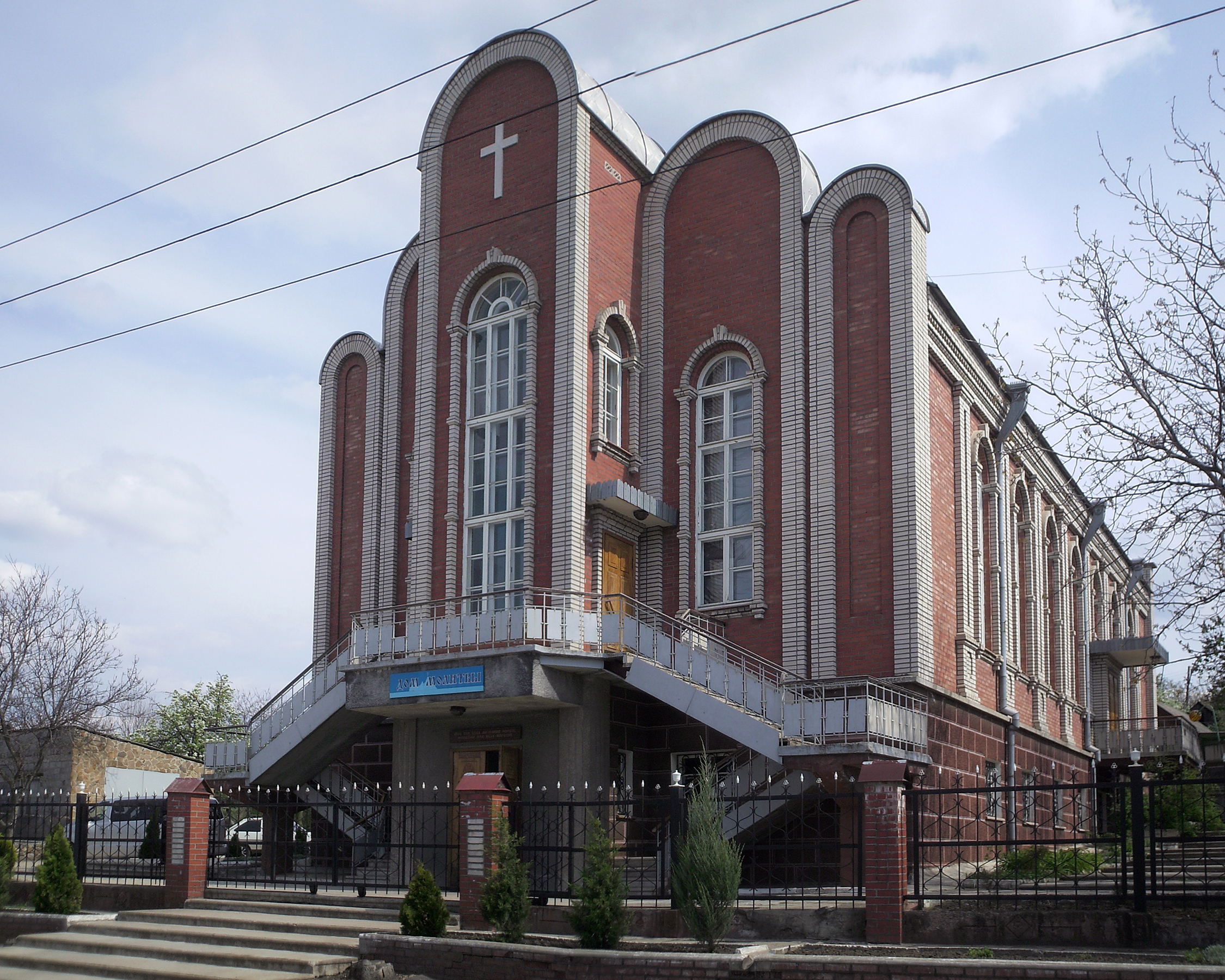
Церковь Евангельских Христиан-баптистов «Голгофа» на Партизанском